# Ohrid
Ohrid, auch Ochrid (mazedonisch Охридⓘ [ˈɔxrit]; albanisch Ohri [ˈɔhɾi], indefinit Ohër [ˈɔhəɾ]; türkisch Ohri), ist mit etwa 39.000 Einwohnern die achtgrößte Stadt Nordmazedoniens. Sie ist Verwaltungssitz einer Opština und liegt im Südwesten des Landes am Ohridsee, unweit der albanischen Grenze.
Ohrid bildet ein regionales wirtschaftliches, kulturelles und religiöses Zentrum und ist der größte Ort am Ohridsee. Nahe der Stadt befindet sich der Flughafen Ohrid, einer der zwei internationalen Flughäfen des Landes.
Heute ist Ohrid eine überregional bekannte Touristenattraktion. Die gut erhaltene Altstadt, die Festung mit Rundblick, die vielen Kirchen, Klöster und Moscheen sowie der große, Millionen Jahre alte See ziehen nicht nur Besucher aus den Balkanländern, sondern auch aus dem übrigen Europa und aus Asien an. Die UNESCO erklärte 1979 den Ohridsee und ein Jahr darauf die Umgebung des Sees zum UNESCO-Welterbe.

## Name
In der antiken griechischen Geschichtsschreibung taucht vermehrt der Ortsname Lychnidós (Λυχνιδός) auf, was entweder von lychnís λυχνίς (Genitiv lychnidós; „ein kostbarer Stein, der Licht ausstrahlt“) oder von lýchnos λύχνος („Laterne“, „tragbares Licht“) kommen soll und „Stadt des Lichts“ bedeuten würde. Eine andere Hypothese geht von einem illyrisch-albanischen Ursprung des Wortes Lychnítis oder Lychnídos aus. Letztere sollen nur Umformungen von ljchjeni (alb. liqeni) sein.
Später entstand aus Lychnidos unter den Römern das lateinische Lychnidus oder Lycnidus.
Im frühen Mittelalter taucht ein neuer Name auf. Im Jahre 879 ist erstmals der Name Ohrid belegt. Laut Stefan Mladenow (1936) und Henrik Barić (1952) ist das Wort Ohrid nur durch die Lautgesetze des Albanischen zu verstehen: So soll aus dem antiken (illyrischen) Lychnis durch das südalbanische r die Form Lychris entstanden sein, denn nur im Albanischen kann sich ein n nach einem Guttural zu einem r verändern.
Im Mazedonischen und in den anderen südslawischen Sprachen wird die Stadt heute Ohrid (kyrillisch Охрид) genannt. Im Albanischen heißt sie Ohri (maskulin, bestimmte Form) und Ohër (unbestimmte Form). Im Türkischen wird sie Ohri genannt, wobei hier die Betonung auf dem I liegt und nicht wie im Albanischen auf dem O. Im Griechischen wird die Stadt heute als Ochrída Οχρίδα bezeichnet.

## Geographie

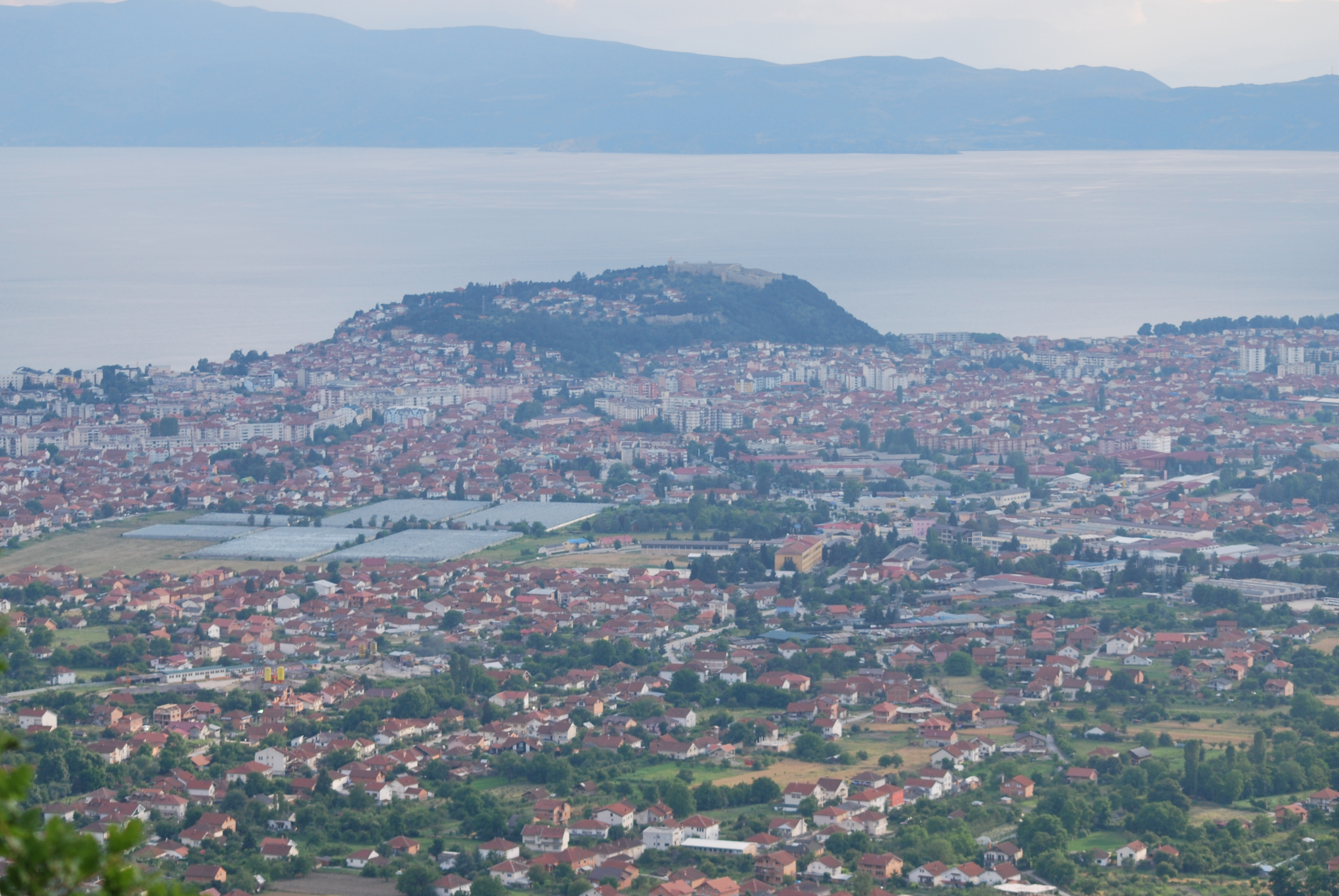
Blick von Nordosten über die Ohrid-Ebene zu den beiden Altstadthügeln am See (2010)

Ohrid liegt auf 700 m. i. J. (beim heutigen Marktplatz) am nordöstlichen Ufer des Ohridsees. Das Stadtgebiet erstreckt sich mit einer Fläche von rund neun Quadratkilometern über zwei Hügel und der umliegenden Ebene. Die beiden Erhebungen Gorni Saraj (Festungshügel) und Deboj liegen auf 785 bzw. 745 m. i. J. und bieten einen Panoramablick über Stadt, See und Umgebung. Durch die Jahrhunderte wuchs die Stadt von ihrem historischen Stadtkern aus vor allem in Richtung Nordosten zu ihrer heutigen Größe heran; es entstanden so neue großflächige Wohngebiete, die heute bis zu den Dörfern Leskoec und Velgošti reichen. Östlich des Stadtgebietes erhebt sich der bis zu 2255 m. i. J. hohe Galičica-Bergzug, dessen Gebiet 1958 zum Nationalpark erklärt wurde.
Zwischen Ohrid und dem Dorf Vapila – rund 15 Kilometer nördlich gelegen – erstreckt sich die Ohrid-Ebene. Danach beginnt die Hügellandschaft Plakenska Planina mit Höhen von über 1000 m. i. J.. Nordwestlich von Ohrid erhebt sich bei der St. Erasmus-Höhlenkirche ein kleinerer Gebirgszug, der die Ebenen von Ohrid und der Nachbarstadt Struga trennt. Südwestlich bildet der Ohridsee auf rund 4,5 Kilometer die natürliche Stadtgrenze. Mit Ausnahme des Sees sind Gewässer in Ohrid rar. Die kleinen Bäche Grašnica und Orman im Westen der Stadt münden südlich des Stadtstrandes (Gradska Plaža) in den See. Oft sind Wohngebiete in Bachnähe an regenreichen Tagen von Hochwasser bedroht. Die Stadtverwaltung unternahm Anfang 2000 einige Schutzmaßnahmen, wie die Tieferlegung des Bachbettes, die Erweiterung des Ufers, die teilweise Kanalisierung von einzelnen Bachabschnitten und die Errichtung von Schutzdämmen. Die Hochwassergefahr konnte so verringert werden.
Im Weiteren führt von der Wasserquelle Biljanini Izvori („Weiße Quellen“) im Südosten der Stadt ein längerer Wasserlauf bis zum See, an dem sich eine Marina befindet.

### Klima
In Ohrid herrscht wie auch überwiegend im Land ein Übergangsklima zwischen mediterran und kontinental. Die Winter sind typischerweise kalt und niederschlagsreich, die Sommer heiß und trocken.
|                       | Jan  | Feb  | Mär  | Apr  | Mai  | Jun  | Jul  | Aug  | Sep  | Okt  | Nov  | Dez  |   |       |
| Mittl. Tagesmax. (°C) | 6,2  | 7,6  | 11,0 | 15,1 | 20,4 | 24,8 | 27,6 | 27,7 | 23,6 | 17,7 | 11,6 | 7,2  | ⌀ | 16,8  |
| Mittl. Tagesmin. (°C) | −1,5 | −0,9 | 1,2  | 4,6  | 8,7  | 12,0 | 14,0 | 14,2 | 11,2 | 7,2  | 3,1  | 0,0  | ⌀ | 6,2   |
|                       |      |      |      |      |      |      |      |      |      |      |      |      |   |       |
| Niederschlag (mm)     | 53,7 | 60,2 | 55,9 | 55,9 | 56,7 | 33,5 | 30,0 | 30,6 | 47,9 | 76,1 | 90,5 | 71,3 | Σ | 662,3 |
|                       |      |      |      |      |      |      |      |      |      |      |      |      |   |       |
| Sonnenstunden (h/d)   | 4    | 5    | 6    | 8    | 9    | 11   | 12   | 11   | 9    | 7    | 4    | 3    | ⌀ | 7,4   |
|                       |      |      |      |      |      |      |      |      |      |      |      |      |   |       |
| Regentage (d)         | 11   | 12   | 11   | 13   | 12   | 8    | 6    | 6    | 7    | 10   | 12   | 13   | Σ | 121   |
|                       |      |      |      |      |      |      |      |      |      |      |      |      |   |       |
| Wassertemperatur (°C) | 14   | 14   | 14   | 16   | 18   | 21   | 23   | 24   | 23   | 21   | 18   | 16   | ⌀ | 18,5  |

| −1,5 |

| −0,9 |

| 1,2 |

| 4,6 |

| 8,7 |

| 12,0 |

| 14,0 |

| 14,2 |

| 11,2 |

| 7,2 |

| 3,1 |

| 0,0 |

| −1,5 |

| −0,9 |

| 1,2 |

| 4,6 |

| 8,7 |

| 12,0 |

| 14,0 |

| 14,2 |

| 11,2 |

| 7,2 |

| 3,1 |

| 0,0 |

### Bevölkerung
| 1900 | 14.860     |
| 1923 | ca. 12.000 |
| 1924 | ca. 10.000 |
| 1981 | 39.093     |
| 1994 | 41.146     |
| 2002 | 42.033     |
| 2016 | 38.900     |

Nach der letzten Volkszählung vom Jahr 2002 hatte Ohrid 42.033 Einwohner. Zum orthodoxen Christentum bekannten sich 33.987, zum sunnitischen Islam 7.599, zur römisch-katholischen Kirche 119, zur protestantischen Kirche vier und zu anderen Religionen 324 Personen. Die Zahl der Haushalte wurde mit 12.043 angegeben, dies machte durchschnittlich 3,4 Einwohner pro Haushalt.
Ohrid war zu Ende der osmanischen Zeit eine eher kleine Stadt. Andere Städte in der Region wie Bitola und Skopje waren zu dieser Zeit größer und für die Osmanen auch strategisch wichtiger. So zählte Ohrid zu Beginn des 20. Jahrhunderts nur rund 15.000 Einwohner; Bitola dagegen hatte über 60.000 und Skopje etwas über 40.000 Einwohner. Erst zur Zeit Jugoslawiens wuchs die Stadt und zählte 1981 schon knapp 40.000 Einwohner. Am Wachstum waren Einwanderungswellen aus benachbarten Dörfern und aus Städten Nordmazedoniens sowie die einsetzende Industrialisierung stark beeinflussend.
Zur Bevölkerung in der Großgemeinde von Ohrid siehe Abschnitt Bevölkerung im Artikel „Opština Ohrid“.

### Stadtgliederung

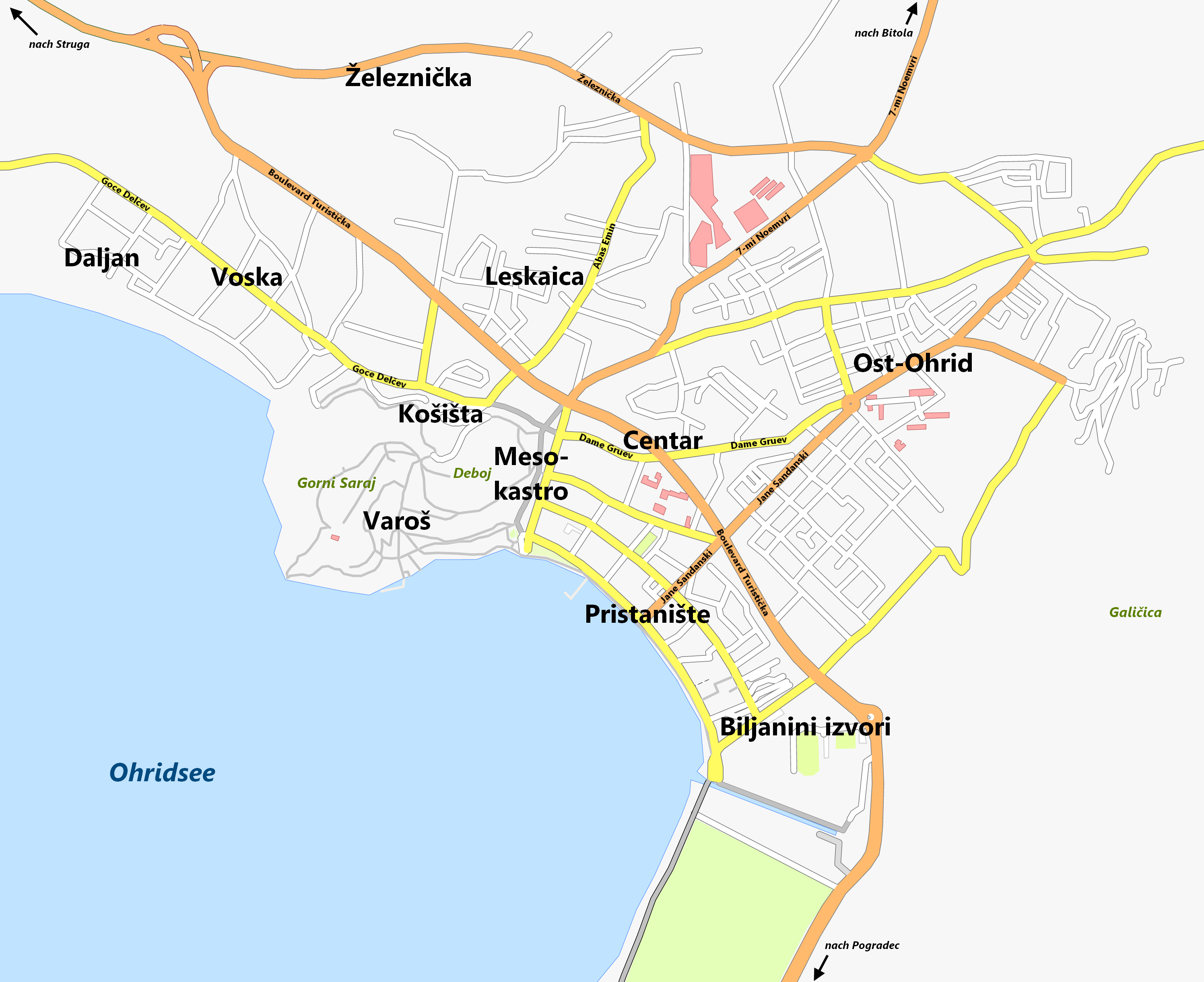
Stadtplan mit Quartieren

Die Stadt Ohrid ist offiziell nicht gegliedert, jedoch können größere Quartiere unterschieden werden, die aber meist nicht genaue Grenzen aufweisen. Zu den wichtigsten Stadtvierteln gehören Centar, Varoš, Košišta, Mesokastro, Leskaica, Voska, Daljan, Železnička, Ost-Ohrid, Pristanište und Biljanini Izvori. Sie wurden meist nach den örtlichen Gegebenheiten benannt.
Die Quartiere Košišta, Mesokastro und Varoš befinden sich um die mittelalterliche Festung (im Uhrzeigersinn und von Norden beginnend) und bilden zusammen den historischen Stadtkern mit zahlreichen Bürgerhäusern und engen Gassen. Mit anderen Städten auf dem Balkan, unter anderem Berat (Albanien) und Nessebar (Bulgarien), hat Ohrid große Ähnlichkeiten in der städtebaulichen Architektur.
Als Varoš (früher auch Grad, „Stadt“) wird derjenige Teil der Stadt bezeichnet, der sich innerhalb der einstigen Stadtmauern befand. Die beiden Hügel, welche die Mauern umschlossen, tragen die Namen Gorni Saraj („Obere Residenz“) und Deboj (früher Novi Saraj, „Neue Residenz“). Die Namen der Hügel und die heutigen gleichnamigen Quartiere sind auf die Residenzen des albanischen Derebeyi („Talfürst“) Cemâleddin Bey zurückzuführen.

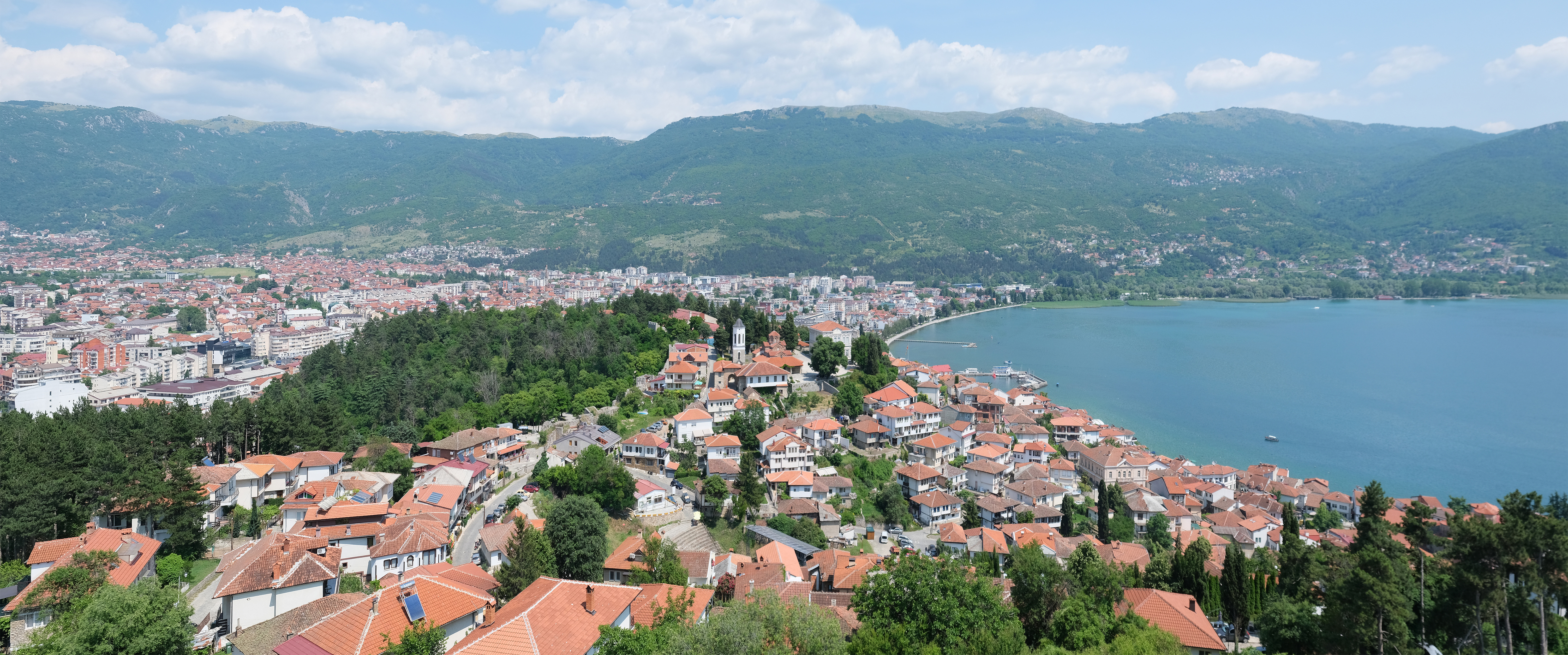
Blick von der Festungszitadelle auf dem Hügel Gorni Saraj nach Südosten Richtung Altstadt, Seepromenade und Galičica (2023)

Auf dem Hügel Gorni Saraj („Oberes Serail“) steht die glockenförmige Zitadelle der ehemaligen Festungsanlage der Stadt. Sie wird von den Mazedoniern Samuilova Tvrdina („Samuil-Festung“), von den Albanern Kala/-ja und von den Türken Kale genannt, und ist das Wahrzeichen von Ohrid. Im Sommer ist die Zitadelle beliebtes Ausflugsziel, da man von den Türmen und Mauern einen Rundblick über Stadt und See hat. 18 Türme und vier Tore sind in ihrer ursprünglichen Bauweise heute erhalten geblieben, darunter auch die Türme und Tore der Stadtbefestigung. Die Mauern sind bis zu 16 Meter hoch und insgesamt drei Kilometer lang. Gleich östlich der Zitadelle steht das antike Theater. Die archäologische Ausgrabungsstätte Plaošnik mit Ruinen des antiken Lychnidos befindet sich ebenfalls auf dem Hügel gleich südlich des Haupttors der Samuil-Festung. Gleich daran angeschlossen steht die St. Panteleon-und-Kliment-Kirche, die im 9. Jahrhundert errichtet wurde, und im Südwesten an den Klippen des Ohridsees die St. Johannes-von-Kaneo-Kirche.
Im Stadtteil Varoš innerhalb der alten Stadtmauern steht im Nordosten die Heilige-Gottesmutter-vom-Spital-Kirche, die Heiliger-Nikolaus-vom-Spital-Kirche, die St. Kliment-Kapelle, das Bürgerhaus der Familie Robevi (heute das Stadtmuseum) und im Südosten die Sophienkirche.
Östlich des Stadthügels Deboj erstreckt sich an der Flaniermeile das Viertel Mesokastro mit dem Platanenplatz (Çınar, türkisch für „Platane“), oder auch Marktplatz genannt. Dort steht die Zeynel-Abidin-Pascha-Moschee von 1564 mit der dazugehörenden, heute einzigen Tekke der Stadt und einer Türbe. Eine 1100 Jahre alte Platane gibt dem Platz den Namen. Weiter südlich des Çınar an der Flaniermeile steht die Ali-Pascha-Zentralmoschee aus dem Jahre 1573; sie ist die größte Moschee von Ohrid und muslimisches Gemeindezentrum. Nördlich des Platanenplatzes befindet sich der heutige Markt, an welchem montags traditionell der Großmarkt stattfindet. Das Mesokastro-Quartier umfasst die gesamte Altstadt außerhalb der Stadtmauern bis zum nördlichen Ende der Flaniermeile, wo die alte Straße nach Struga beginnt und sich das Viertel Košišta befindet. Die architektonische Einheit der Altstadt wurde durch Bautätigkeiten vor allem aus den 1960er bis 1990er Jahren verändert.
In den Ebenen um den historischen Stadtkern befindet sich im Nordwesten der Stadtteil Voska und im Norden und Nordosten der Stadtteil Leskaica. In Voska stehen die Haydar-Pascha-Moschee aus dem Jahre 1490 und die Kuloğlu-Moschee, die wahrscheinlich im 15. oder 16. Jahrhundert erbaut wurde. Durch den Stadtteil verläuft die Hauptstraße Goce Delčev, die früher die einzige Verbindung ins benachbarte Struga war. Das Viertel ist hauptsächlich von Albanern, Türken, Roma und slawischen Muslimen bewohnt.
Westlich von Voska befindet sich der etwas kleinere Stadtteil Daljan, der am See liegt und von Plattenbauten geprägt ist. Der Stadtstrand (Gradska Plaža) erstreckt sich von den Felswänden des Festungshügels in ganzer Länge bis zum Stadtende. Er unterteilt sich in die Abschnitte Mladinski, Mladost, Partizan und Mizo (von West nach Ost). Nordöstlich von Voska schließt sich der Bezirk Železnička an, der früher Endstation der Eisenbahnlinie von Kičevo war. Ein weiteres großes Viertel ist Ost-Ohrid mit Einfamilienhäusern und dem einzigen öffentlichen Krankenhaus der Stadt.
Das Quartier Leskaica ist von vielen neueren Einfamilienhäusern und einigen Hochhäusern geprägt. Die Hadschi-Durgut-Moschee aus dem Jahre 1466 und die neue Busstation stehen in diesem Viertel. Dort befinden sich außerdem eine Textilfabrik und eine der größten Primarschulen der Stadt.
An der Seepromenade, die beim Hafen beginnt, liegt das Viertel Pristanište („Hafen“). Es ist das touristische, gastronomische und kulturelle Zentrum der Stadt mit landesweit berühmten Hotels, Restaurants, Bars, Cafés, Kneipen, Pubs und Discos. Kino, Theater und Bibliothek befinden sich ebenfalls dort. Am südlichen Ende dieser Seepromenade liegen die Biljanini Izvori (zu deutsch „Weiße Quellen“). Dieses Erholungsgebiet ist bei vielen Einwohnern wegen der vielen Parks und Promenaden beliebt. Auch das Fußballstadion, ein Tennisplatz, ein Schwimmbad und eine große Konzerthalle befinden sich in diesem Viertel.
Die vierspurige Umgehungsstraße Boulevard Turistička wurde in den 1970er und 1980er Jahren um das Stadtzentrum angelegt; da die Stadt gewachsen ist, verläuft sie jetzt jedoch mitten durch Wohngebiete. Der Schnellverkehr erfolgt heute jedoch mehrheitlich über die neue Schnellstraße Železnička im Norden von Ohrid.
Im Stadtzentrum (Centar) befinden sich Stadt- und Gemeindeverwaltung, Post, einige Banken, viele Dienstleistungsbetriebe, zahlreiche Wohnungsblöcke, Dutzende von Geschäften, Feuerwehr und Polizei. Einige zum Teil sehr große Hotelkomplexe, die in jugoslawischer Zeit erbaut wurden, stehen heute vollständig leer und prägen das Quartierbild maßgebend.

## Geschichte

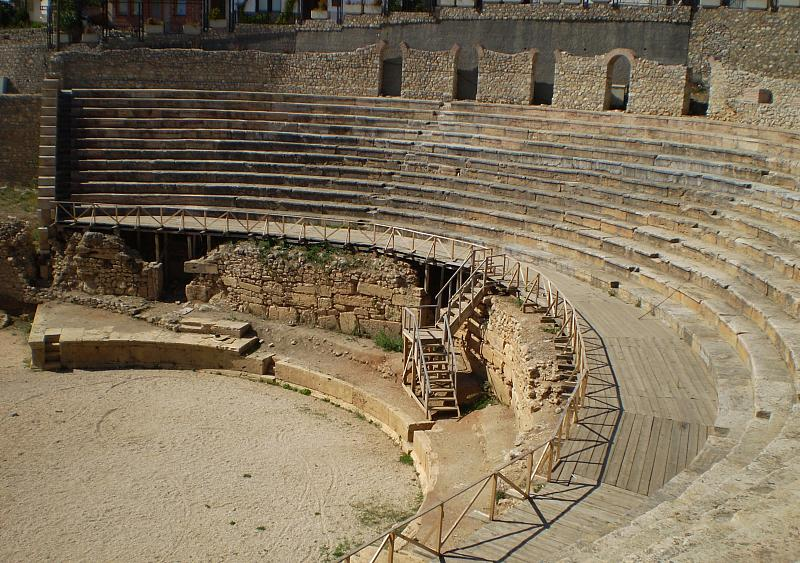
Antikes Theater in der heutigen Altstadt; Blick auf die steinerne Zuschauertribüne und die Galerie mit ihren Rundbögen (2007)

Der fischreiche See und die strategisch günstige Lage zogen schon vor 5000 Jahren erste Siedler an. Die ältesten Skelettfunde auf dem Ohrider Stadtgebiet datieren aus dem 4. Jahrtausend v. Chr. Etwa um 800 oder 700 v. Chr. erfolgte dann die Stadtgründung unter dem Namen Lychnidos (aus dem altgriechischen Λύχνιδος, „Stadt des Lichtes“). Aufgrund einiger archäologischen Zeugnisse nimmt man an, dass die Gründer von den illyrischen Encheleern abstammten. Diese siedelten zu dieser Zeit um das Gebiet des Ohridsees und am Oberlauf der mittel- und südostalbanischen Flüsse Drin, Shkumbin und Devoll (siehe hierzu Karte im Artikel Liste der Flüsse in Albanien). Vorerst war Lychnidos jedoch eine kleine, eher unbedeutende Fischersiedlung mit wenigen Handwerkern und Händlern.
Als das Makedonische Reich seine Herrschaft immer weiter ausdehnen konnte, blieb auch Ohrid nicht von den makedonischen Feldzügen verschont. Obwohl das Gebiet westlich der Lynkestis lange Zeit in gewisser Weise unabhängig von den benachbarten Makedoniern war – ein Staatswesen ist nicht überliefert – eroberte der makedonische König Philipp II., der Vater Alexanders des Großen, im Jahr 355 v. Chr. die Lynkestis und konnte sein Einflussgebiet auch bis an die Ufer des Ohridsees ausdehnen. Beim Kloster St. Erasmus ist wohl die Grenze zu den Illyrern verlaufen.
Um 335 v. Chr. eroberte Alexander der Große weite Teile Illyriens und Thrakiens. Fortan entwickelte sich die eher unbedeutende Siedlung Lychnidos zu einer Stadt (Polis), in der sich auch griechische Kolonisten ansiedelten. In dieser Epoche des Hellenismus wurde unter anderem das antike Theater errichtet. Erstmals gab es in Lychnidos Musen: Im Theater wurden Komödien, Tragödien und Dramen aufgeführt, die Hunderte von Zuschauern anzogen.
Nach dem allmählichen Zerfall des riesigen Reiches Alexanders des Großen (siehe hierzu den Artikel Diadochenreiche) schrumpfte der makedonische Machtbereich immer mehr, nicht zuletzt durch die drei Makedonisch-Römischen Kriege, deren Ergebnis 148 v. Chr. die Eroberung durch die Römer war. Auch Lychnidos wurde Teil der Römischen Republik und damit Colonia. 146 v. Chr. wurde die römische Heerstraße Via Egnatia angelegt. Die Lage Lychnidos an der strategischen Straße begünstigte die weitere Entwicklung der Stadt. Mit dem Verkehr auf dieser Trasse, die Rom und Konstantinopel verband, kamen Händler, Handwerker und römische Kolonisten nach Lychnidos. Die Stadt wurde Verwaltungs- und Handelszentrum der Region Dassaretia, die bis in die frühe Kaiserzeit eine freie Kommune (lateinisch libera gens dassaretiae) blieb. Die örtlichen Autoritäten verewigten sich in zahlreichen Monumenten, den bedeutendsten archäologischen Dokumenten aus der Antike in Ohrid. Die Hellenisierung der Stadt kam im kulturellen Leben deutlich zum Ausdruck: Eine Agora, ein Gymnasion, ein Buleuterion und einzelne Tempel wurden errichtet.

### Christianisierung und ein Zentrum der Orthodoxie
Bei der Reichsteilung von 395 wurde Lychnidos Ostrom zugesprochen. Einige archäologische Funde aus dieser Zeit, wie zum Beispiel in der Polyconhous Basilica aus dem 5. Jahrhundert, weisen die Annahme des Christentums nach. Lychnidos wurde in der späten Antike unter den Byzantinern Bischofssitz. Der einzige bekannte Metropolit der Stadt, Bischof Dionysos von Lychnidos, ist als Teilnehmer des Konzils von Serdica (343 n. Chr.) bezeugt. Am 29. und 30. Mai 526 n. Chr. wurde Lychnidos von einem verheerenden Erdbeben erschüttert; große Teile der Stadt lagen in Trümmern oder wurden durch Brände in Schutt und Asche gelegt. Seit diesen Tagen tauchten keine Inschriften mehr über Lychnidos auf. Es ist ungeklärt, ob die Stadt als Siedlung weiter existierte oder durch Slawen neu gegründet wurde.

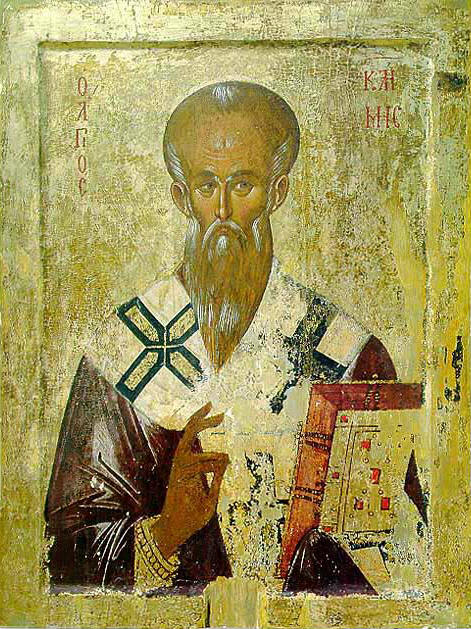
Ikone des Kliment von Ohrid aus dem 14./15. Jahrhundert in der Kirche St. Kliment

Mit der Landnahme der Slawen auf dem Balkan breiteten sich diese auch in der Region des Ohridsees aus. Die Stadt wurde als Bischofsresidenz im Vierten Konzil von Konstantinopel (879/880) erstmals mit dem Namen Ohrid erwähnt. Sie hatte jedoch wohl schon früher existiert und wurde vermutlich 842 dem Ersten Bulgarischen Reich angegliedert.
Nach der Annahme des Christentums durch die Bulgaren im Jahr 863 wurde Ohrid neben Preslaw zu einem zweiten kulturellen und religiösen Zentrum des Bulgarischen Reiches ausgebaut, in dem unter anderem der Stadtpatron Kliment die Schule von Ohrid gründete. Als Bischofsstadt war Ohrid im Mittelalter ein bedeutendes geistiges Zentrum des Bulgarischen Reiches und des orthodoxen Christentums Südosteuropas. Die Gelehrten Kliment und Naum wirkten dort auf Geheiß der bulgarischen Zaren. In dieser Zeit entstanden die Sophienkirche, das St.-Kliment-Kloster (oder auch St.-Panteleon-Kloster) und das Kloster Sveti Naum. In den Klöstern um Ohrid wurden seit dem 9. Jahrhundert zahlreiche religiöse Handschriften vollendet. Dort wurde auch der Klerus der bulgarisch-orthodoxen Kirche ausgebildet. Das kulturelle Zentrum stand zu Beginn der altkirchenslawischen Schriftkultur in enger Verbindung mit der Verbreitung des glagolitischen und kyrillischen Alphabets in Südost- und Osteuropa.
Über der Stadt thront heute die Zitadelle des Zaren Samuil (958–1014), die auf den Mauern einer antiken Festung errichtet wurde. Unter der Regierungszeit Samuils war Ohrid 17 Jahre Hauptstadt des Bulgarischen Reiches und damit Sitz des bulgarischen Patriarchen. Unter den letzten Herrschern des Ersten Bulgarischen Reiches, Iwan Wladislaw und Presian II., gliederte schließlich der byzantinische Kaiser Basileios II. 1018 die Region in sein Reich ein. In Ohrid ließ er die Festung schleifen und noch 1073 hatte die Stadt keine Befestigungsmauern; erst Kaiser Alexios I. ließ die Festung wiederaufbauen.

### Byzanz, Vierter Kreuzzug, Kleinstaaten
Kaiser Basileios II. reorganisierte die bulgarische Kirche, indem er das Patriarchat auflöste und an seiner Stelle das autokephale Erzbistum von Ohrid und ganz Bulgarien mit dem Zentrum Ohrid schuf. Es war autonom und nur dem byzantinischen Kaiser unterstellt. Somit blieb Ohrid auch unter byzantinischer Herrschaft ein kulturelles und geistiges Zentrum der Region. Zugleich wurde es aber auch Teil des Aufmarschgebiets westlicher Invasoren. Ab Ende des 11. Jahrhunderts versuchten süditalienische Normannen mehrfach über die Via Egnatia nach Konstantinopel zu marschieren. Dabei wurde das Gebiet um Ohrid mindestens dreimal Aufmarschgebiet, wenn auch alle Invasionsversuche letztlich scheiterten. Bohemund von Tarent konnte die Stadt im Jahr 1083 kampflos einnehmen und bis 1085 halten.
Ende des 12. Jahrhunderts setzte ein deutliches Auseinanderfallen des Byzantinischen Reiches ein. Nach einem erfolgreichen Aufstand, bei dem die Bulgaren ihre Unabhängigkeit zurückerlangten, eroberten sie 1198 Ohrid zurück. Danach wechselte mehrmals die Herrschaft über die Stadt. Infolge des Vierten Kreuzzuges zerfiel 1204 das Byzantinische Reich, im Westen von Ohrid setzte sich das Despotat Epirus durch; 1214 fiel die Stadt an dieses Land. In der Schlacht von Klokotniza im Jahre 1230 wurde der Despot von den Bulgaren geschlagen und Ohrid erneut bulgarisch. 1261 gelang der zweiten verbliebenen byzantinischen Macht, dem Kaiserreich Nikaia, die Rückgewinnung von Konstantinopel; nach und nach gewann es auch viele der ehemals byzantinischen Gebiete in Südosteuropa zurück, darunter auch Ohrid. Vor allem Karl I. plante mit Unterstützung Venedigs bis 1282 die Rückeroberung Konstantinopels. Nach der erfolgreichen Abwehr der westlichen Invasoren und trotz der Eroberung von Thessalien und Epirus setzte etwa 1285 und beschleunigt etwa 1330 der politische Niedergang von Byzanz ein. Die Kontrolle über den Westteil des Reiches entglitt der Zentrale zunehmend.
So kam Ohrid im Jahre 1343 unter die Herrschaft des serbischen Zaren Stefan Dušan und später unter die des Königs Vukašin. 1387 folgte eine letzte bulgarische Episode, die etwa um 1400 von den Osmanen beendet wurde, die seit Mitte des 14. Jahrhunderts auf dem Balkan Fuß gefasst hatten.

### Entwicklung unter den Osmanen

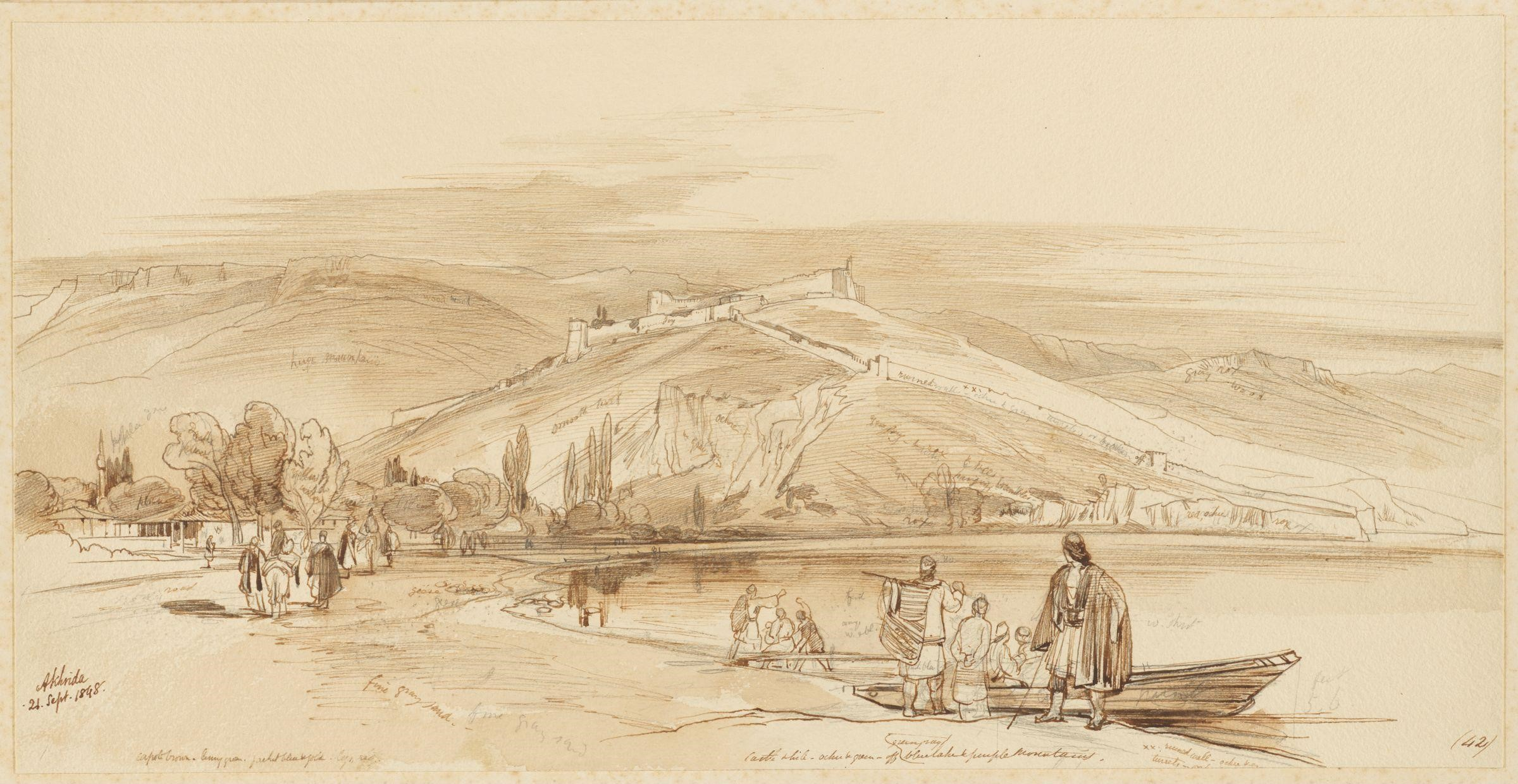
Akhrida. Zeichnung von Edward Lear aus dem Jahr 1848

Die Osmanen kamen in den Jahren um 1400 in den Besitz von Ohrid, das genaue Jahr ist nicht bekannt. Die nahegelegenen Städte Bitola und Prilep, sowie die Gebiete Zentralalbaniens fielen 1385 unter osmanische Herrschaft. Nach einigen Quellen gehörte es zum Herrschaftsgebiet von Marko Kraljević, einem osmanischen Vasallen. Wahrscheinlich mit dessen Tod 1395 fiel dann die Stadt an die Osmanen. Gesichert ist, dass Ochri / اوخری / Oḫrī, wie die Osmanen die Stadt nannten, mit der Eroberung Zentrum eines Sandschaks, also einer Verwaltungseinheit, wurde. 1406 wurde Cüneyd Bey, der letzte Bey von Aydın von dem Osmanenherrscher Süleyman Çelebi zum Provinzgouverneur ernannt. Allerdings war bereits 1402 mit der Niederlage in der Schlacht bei Ankara die osmanische Expansion für etwa 2 Jahrzehnte zum Stillstand gekommen. In den folgenden Jahrhunderten wurde die Stadt ein überregionales Zentrum des Islams, in dem Moscheen, Medressen, Tekken und Orte des Derwisch-Kultes erbaut wurden. Die Stadt blieb daneben bis Mitte des 15. Jahrhunderts weiterhin Zentrum der christlichen Kunst bzw. der Schule von Ohrid mit ihrer Fresken- und Ikonenmalkunst.
In die Herrschaftszeit des osmanischen Sultans Mehmed I. (1413–1421) fällt die Umwandlung der Sophienkirche in eine Moschee. Nach dem Fall Konstantinopels im Jahr 1453 wurde die jüdische Bevölkerung Ohrids in die neue osmanische Hauptstadt deportiert. 1462 eroberte der albanische Widerstandskämpfer Gjergj Kastrioti (genannt Skanderbeg) mit seinen Verbündeten die Stadt. Doch einige Jahre später eroberte sie Sultan Mehmed II. zurück. 1466, als Mehmed eine Festung in Elbasan errichten ließ, ordnete er die Deportation der christlichen Bevölkerung Ohrids dorthin an. Davon waren auch der Erzbischof von Ohrid, Dorotej, und ein Teil des Klerus betroffen. Außerdem ließ Mehmed die St.-Kliment-Kirche, Sitz der Erzbischöfe von Ohrid, in eine Moschee umbauen. Diese Imaret-Moschee betrieb auch eine Armenküche (osmanisch عمارت İmaret). Neuer Bischofssitz wurde die Heilige-Gottesmutter-vom-Spital-Kirche, in der auch die Reliquien des Heiligen Kliments aufbewahrt wurden. Um 1568 wurde die Stadt durch ein Erdbeben schwer zerstört.
Im ersten osmanischen Katasterregister (mufaṣṣal defter) des Ohrid-Sandschaks von 1583 wird erwähnt, dass es in der Stadt 25 christliche und ein muslimisches Stadtviertel (maḥalle) gab. Bei der muslimischen Bevölkerung, deren Anteil bei 20 % der Gesamtbevölkerung lag, handelte es sich großteils um konvertierte Christen und türkische Zuwanderer. Aus dem Katasterregister ist ersichtlich, dass die gesamte Bevölkerung Ohrids unabhängig von ihrer Religionszugehörigkeit von Steuerzahlungen befreit war, da sie längere Zeit zu Bauarbeiten an den Stadtmauern herangezogen wurde.
Eine Beschreibung Ohrids aus der hochosmanischen Zeit (16./17. Jahrhundert) findet sich im Seyāḥatnāme („Reisebuch“) des osmanischen Reisenden Evliya Çelebi. Er besuchte die Stadt 1670/71 und vermerkte, dass sie ein regionales Zentrum war. Von den 17 Moscheen erwähnte er die Ḥacı-Ḳāsım-, die Ḳuloğlu-, die Ḥaydar-Pascha- und die Ḥacı-Ḥamza-Moschee neben der Moschee Aya-Ṣofya, der ehemaligen Sophienkirche. Von den Medressen erwähnte Çelebi die Tekke-Medrese des Sultans Süleyman I. und die Medrese von Siyâvuş Pascha. Zwischen diesen Gebäuden befanden sich drei Karawansereien und zwei Badehäuser (Hamam).
Bis ins 18. Jahrhundert war das Erzbistum Ohrid für einen Großteil der orthodoxen Christen im Westen und Süden der Balkanhalbinsel zuständig. Es war bis 1767 nicht dem Ökumenischen Patriarchat von Konstantinopel unterstellt, sondern der Hohen Pforte. Nach der Auflösung des Erzbistums bemühte sich das Patriarchat von Konstantinopel, jede Spur des Erzbistums auszulöschen; die Region um Ohrid wurde dem Bistum Prespa zugeteilt. Gegen den zunehmenden griechischen Einfluss wehrte sich die Bevölkerung in einem „Kirchenkampf“.
Vom Ende des 18. Jahrhunderts bis 1830 standen Ohrid und der gleichnamige Sandschak unter der lokalen Herrschaft des albanischstämmigen derebeyi („Talfürst“) Cemâleddin Bey, Sohn des Wesirs Ahmed Pascha. Cemâleddin Bey ließ die christliche Stadtbevölkerung in Zwangsarbeit die Festungsmauern neu errichten. Ihm ist jedoch die Versorgung der Stadt mit besserem Trinkwasser zu verdanken. 1830 konnte die reformierte osmanische Armee, auf ihrem Weg nach İşkodra, wo die Familie Buşatli ein weiteres quasi-autonomes Herrschaftsgebiet geschaffen hatte, Ohrid erneut der osmanischen Verwaltung unterstellen. Der neue Verwalter Kaymakam Şerif Bey errichtete 1846 in Ohrid eine neue große Medrese. Im Laufe des 19. Jahrhunderts wurden einige der Moscheen in Ohrid repariert oder neu erbaut. Die wichtigste von ihnen ist die gewölbte Ali-Pascha-Moschee südlich des Marktplatzes.
Im Zuge der Tanzimat-Reformen (zweite Hälfte des 19. Jahrhunderts) wurde Ohrid bis 1903 Hauptort einer Kaza innerhalb des Sandschaks und Vilâyets von Manastır. Durch diese Reformen konnte 1868 in Ohrid eine bulgarische Gemeinde gegründet werden. Beschreibungen der Stadt aus dieser Zeit sind in der Autobiographie von Simeon Radew, in den Reisebüchern des Slawisten Wiktor Grigorowitsch und des Albanologen und Diplomaten Johann Georg von Hahn zu finden. Die christliche Bevölkerung Ohrids verfügte über Reichtum, der aus der Pelzverarbeitung und dem Pelzhandel stammte und der in den großen und gut gebauten Häusern, in denen sie lebte, zum Ausdruck kam (eine ausführliche Beschreibung der Pelzverarbeitung in Ohrid findet sich im Artikel Pelzreste). Gemäß Artikel 10 des Fermans zur Errichtung des Bulgarischen Exarchats wurde am 27. Februarjul. / 11. März 1874greg. in Ohrid ein Plebiszit durchgeführt. Die überwiegende Mehrheit, nämlich 9387 Angehörige der christlichen Bevölkerung, sprach sich für den Übertritt zur bulgarisch-orthodoxen Kirche aus. 139 waren dagegen. Erster bulgarischer Metropolit der Ohrid-Eparchie wurde Nathanail von Ohrid. In der Folge wurden mehrere bulgarische Schulen in Ohrid und Umgebung eröffnet und von der bulgarischen Kirche verwaltet, darunter die heutigen Grundschulen Sveti Naum (1876) und Sveti Kliment (1898).
Im Russisch-Osmanischen Krieg von 1877/78 wurde Bulgarien befreit. Der Vertrag von San Stefano sprach dem neuen bulgarischen Staat Ohrid und den Großteil Makedoniens zu. Der Berliner Kongress revidierte dieses jedoch und Ohrid wie Makedonien blieben weiterhin unter osmanischer Herrschaft. Diese Entscheidung der Großmächte führte dazu, dass vor allem die wohlhabende bulgarische Bevölkerung Ohrids die Stadt in Richtung Bulgarien verließ. In den Jahren danach setzte ein wirtschaftlicher Niedergang ein. Albanische Kriminelle im Hinterland erschwerten die Pelzlieferungen, dies traf den wichtigsten Wirtschaftszweig der Stadt, den Pelzhandel. Der um die Jahrhundertwende erstarkte Fischfang konnte diese Verluste nicht ausgleichen. Zu dieser Zeit existierten in der Stadt eine griechische, sieben bulgarische und vier türkische Schulen.

### Balkankriege, Antiserbischer Aufstand, Erster Weltkrieg, Zwischenkriegszeit

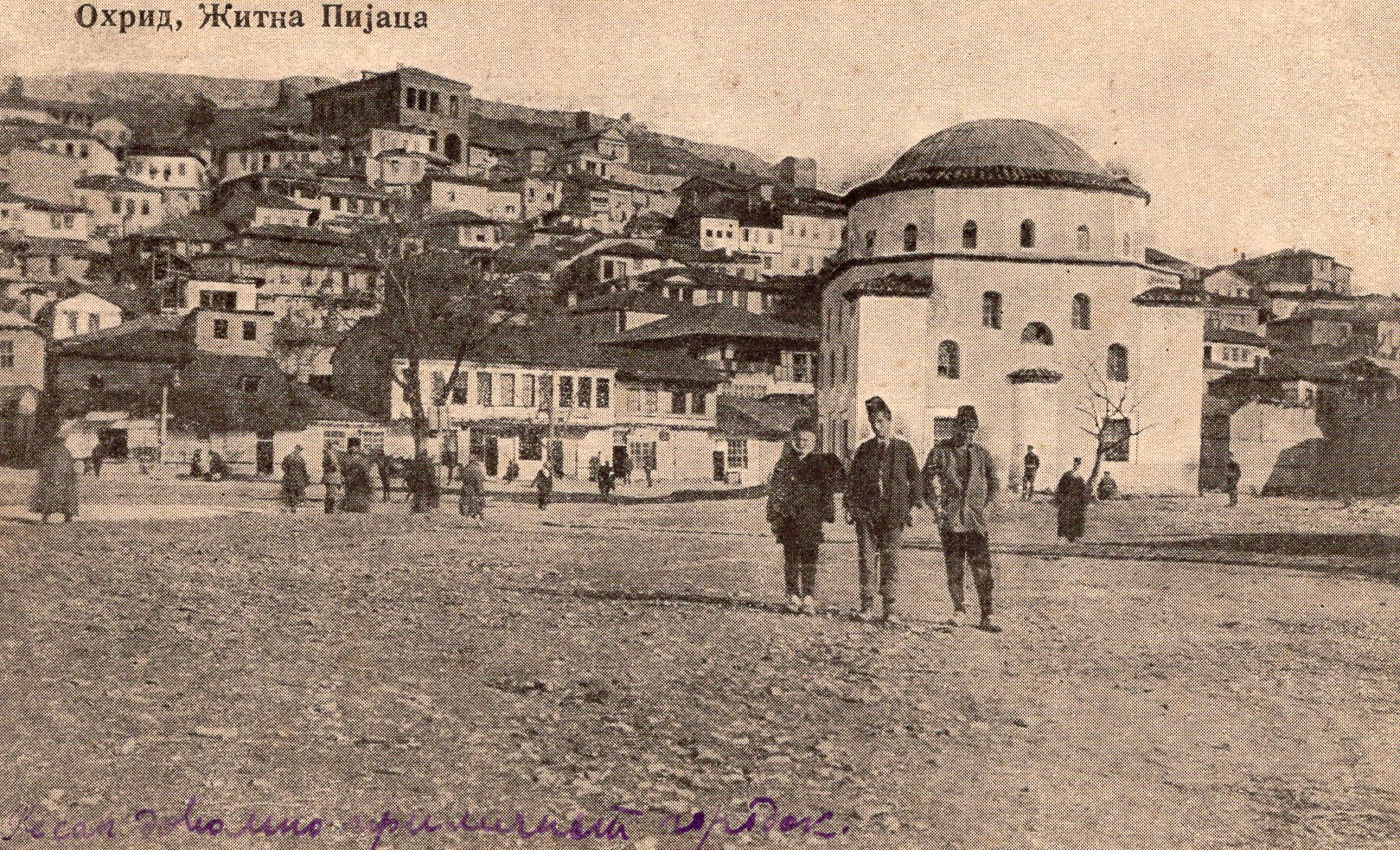
Der heutige Ploštad Sveti Kliment mit der in den 1950ern zerstörten Hadschi-Kasim-Moschee auf einer Postkarte aus den 1930ern

In den Balkankriegen eroberte die serbische Armee am 29. November 1912 Ohrid. Damit endete die über 500-jährige Oberhoheit der Hohen Pforte. Im September 1913 brach in der Region der Ohrid-Debar-Aufstand aus. Er wurde von Bulgarischen Makedonien-Adrianopeler Revolutionären Komitees (BMARK) sowie von albanischen Klanführern organisiert und richtete sich gegen die neue serbische Herrschaft. Der Aufstand wurde zwei Wochen später von der serbischen Armee blutig niedergeschlagen. In Ohrid wurden im Zuge des Aufstands 40 angesehene Bewohner von serbischen Gendarmen erhängt. Über 25.000 Albaner und rund 30.000 Bulgaren flohen aus dem heutigen Westmazedonien nach Albanien und Bulgarien. Im Ersten Weltkrieg wurde die Stadt Teil Bulgariens und die Verwaltung der Stadt wurde der BMARK überlassen. Nach dem Krieg fiel sie an das sogenannte Königreich der Serben, Kroaten und Slowenen zurück.
Ab den 1930er Jahren setzte in Ohrid eine große wirtschaftliche Entwicklung ein, die sich vor allem bei den Einwohnerzahlen auswirkte. So wurde Ohrid am 7. Juli 1939 erstmals großflächig elektrifiziert: die ersten Trafostationen wurden gebaut und die Stadt wurde ans nationale Stromnetz angeschlossen. Zu dieser Zeit entstanden auch zwei kleine Kraftwerke, ein Kohle- und ein Ölkraftwerk, die allerdings den Strombedarf der Einwohner bei weitem nicht decken konnten.

### Zweiter Weltkrieg, erneut bulgarisch
Im Zweiten Weltkrieg rückte die albanische Grenze näher; nordwestlich und südöstlich von Ohrid zogen die Achsenmächte neue Grenzen, die den italienischen Satellitenstaat Großalbanien einbezogen. Ohrid gehörte damals zu Bulgarien, einem Verbündeten der Achsenmächte, und war nur über eine Straße mit dem Rest des Landes verbunden. Am 7. oder 8. November 1944 zogen die Bulgaren ab. Nach dem Krieg wurden Ohrid und die Region mit den vorherigen Grenzen Teil des jugoslawischen Teilstaats SR Mazedonien.

### Kulturdenkmal, Tourismus, türkische Emigration
Nach dem Zweiten Weltkrieg wurde die gesamte Altstadt von Ohrid zum nationalen Kulturdenkmal Jugoslawiens erklärt. In den darauffolgenden Jahrzehnten wurden viele der mittelalterlichen Kirchen und umliegenden Klöster sowie deren Wandmalereien restauriert und dokumentiert. In geringerem Umfang waren dabei auch osmanische Bauwerke einbezogen.
1955/56 emigrierte ein Großteil der türkischsprechenden Muslime in die Türkei. Am 17. und 18. Juli 1967 wurde in der Sophienkirche die von anderen Kirchen bis 2022 nicht anerkannte Mazedonisch-Orthodoxe Kirche gegründet. Ihr Sitz befindet sich in Skopje. Seit diesem Zeitpunkt gehört Ohrid kirchenrechtlich zur Debar-Kičevo-Diözese und spielt keine nennenswerte administrative Rolle mehr.
Der See und die Stadt wurden 1979 bzw. 1980 von der UNESCO zum Welterbe erklärt.
Die sozialistische Ära hinterließ in Ohrid wie in ganz Jugoslawien ihre Spuren. Es wurden hohe Plattenbauten, riesige Hotelkomplexe, breite Straßen, große Parkanlagen und andere Infrastruktur errichtet, was vorher nie zustande gekommen war. Ohrid entwickelte sich nun zu einem touristischen Zentrum innerhalb Jugoslawiens. Die neuen Bauten, neu gekiesten Strände und offenen Staatsgrenzen zogen Touristen an, vor allem Niederländer, Deutsche, Russen und Belgier.
Nach dem Fall des Eisernen Vorhangs und den darauffolgenden Jugoslawienkriegen bekam Ohrid die wirtschaftlichen Konsequenzen stark zu spüren. Den Kriegen folgten innere Spannungen mit der größten Minderheit des Landes, welche 2001 in einem Aufstand gipfelten. Die Touristen blieben aus, und Devisen konnten nicht mehr erwirtschaftet werden. Fast alle großen Hotels in der Stadt und am östlichen Ohridseeufer standen leer und mussten teilweise schließen. Auch die Infrastruktur veraltete allmählich und war seit langem in einem schlechten Zustand. Erst in den wirtschaftlich stabilen Jahren ab 2005 konnten diese Mängel beseitigt werden; seitdem verzeichnet Ohrid wieder hohe Besucherzahlen und erlebt einen wirtschaftlichen Aufschwung.

### Seit 2000
Im Juni 2000 gründeten die in Nordmazedonien lebenden Bulgaren in Ohrid die Vereinigung RADKO. Diese wurde im April 2001 vom mazedonischen Verfassungsgericht verboten. Es folgte eine Klage gegen den mazedonischen Staat vor dem Europäischen Gerichtshof für Menschenrechte. Dieser entschied 2009 zugunsten der Vereinigung, die sich im selben Jahr in Ohrid neu gründete. Im August 2009 verbot sie der mazedonische Staat erneut.
2001 entflammte der Konflikt zwischen dem 1991 gegründeten mazedonischen Staat und der albanischen Minderheit (rund 25 Prozent der Gesamtbevölkerung) auf militärischer Ebene. Obwohl sich der Aufstand im nordwestlichen Teil des Landes abspielte, waren am 13. August desselben Jahres alle Augen auf Ohrid gerichtet: Die Konfliktparteien unterzeichneten das für die Albaner historische Rahmenabkommen von Ohrid, das die Rechte der albanischen Bevölkerung in Politik, Verwaltung und anderen Bereichen sicherstellen sollte.
Am 5. September 2009 sank ein Ausflugsschiff mit bulgarischen Touristen an Bord im Ohridsee, rund 250 Meter vom Ufer von Ohrid entfernt, wobei 15 Menschen starben. Das 1924 in Deutschland erbaute Schiff war nach Behördenangaben in einem technisch guten Zustand, jedoch befanden sich viel zu viele Passagiere auf dem Schiff.

## Kultur

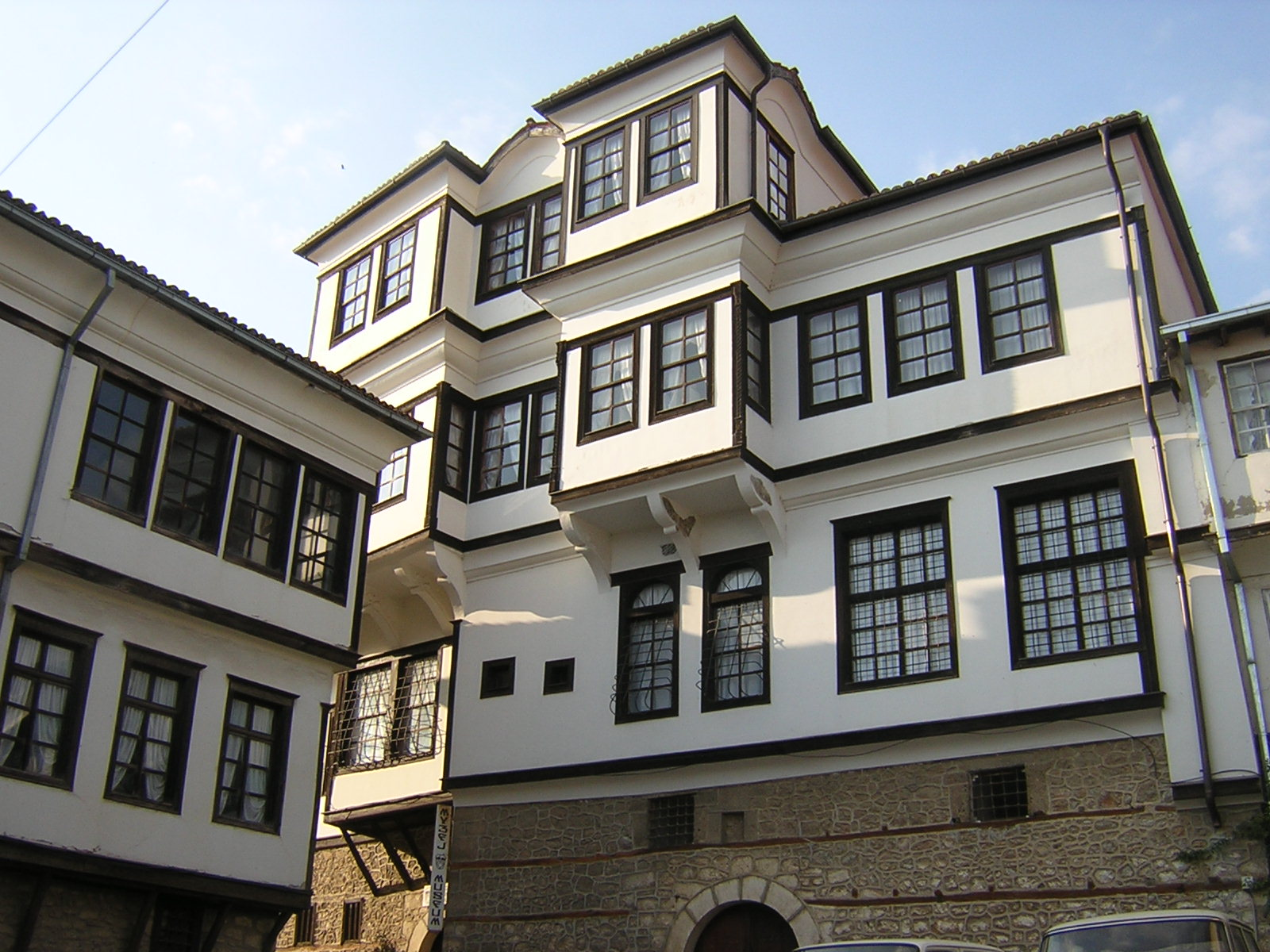
Die osmanische Konak-Architektur prägt das Bild der Ohrider Altstadt. Ein typisches Beispiel ist das Bürgerhaus der Familie Robevi, worin heute das Stadtmuseum untergebracht ist (2006).

Im alten Gebäude der Schule Kliment Ohridski wurde im Jahre 1985 innerhalb des Museumskomplexes nahe der St.-Kliment-Kirche vom Institut für Denkmalpflege und dem Nationalmuseum  die ständige Ausstellung der slawischen Schreibkunde eröffnet (Museum von Ohrid). Unter den etwa 500 Exponaten befinden sich diverse Fotos, Kopien und Originale alter Handschriften aus der Stadt. Die Sammlung wurde anlässlich des 1100. Todestages von Method von Saloniki und seines Bruders Kyrill von Saloniki veröffentlicht, deren Werk den Slawen in der Kulturgemeinschaft der europäischen Völker eine würdige Stelle verschaffte.
Das Stadtmuseum ist im Bürgerhaus der Familie Robevi untergebracht. Das Haus mit drei Etagen hat den für viele südbalkanische Städte typischen Baustil. Das Museum ist das älteste der Stadt und zeigt ethnographische und archäologische Ausstellungen, darunter 9000 antike und mittelalterliche Münzen aus der Region.
Die Ikonengalerie in der Altstadt besitzt eine Sammlung von Ikonen aus Kirchen der Region.
Das Museum des jungsteinzeitlichen Pfahldorfes im südlich von Ohrid gelegenen Gradište bietet einen Einblick in das Leben der Pfahlbausiedler um 1000 v. Chr. Dort wurden 6000 Holzpflöcke gefunden, die drei bis fünf Meter in den Boden gerammt waren. Archäologen schätzen die Anzahl der Gebäude auf 16.
Die 1945 gegründete öffentliche Stadtbibliothek ist nach Grigor Parlitschew benannt und besitzt 100.000 Buchexemplare.

### Regelmäßige Veranstaltungen

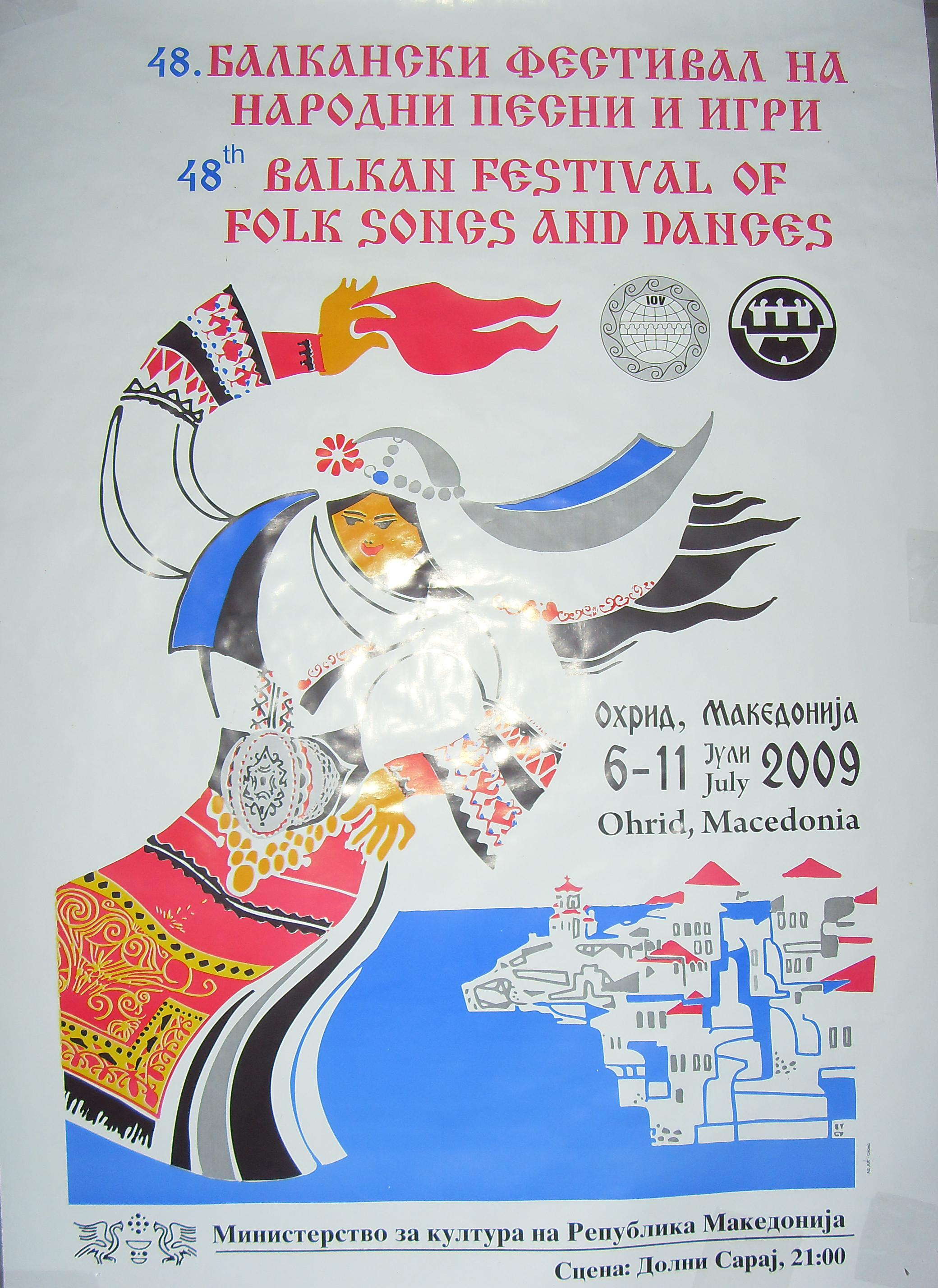
Balkan Festival of Folk Songs and Dances (2009)

Neben dem Stadtfest am 8. Dezember, dem kirchlichen Festtag des Heiligen Kliments, finden in Ohrid vor allem im Sommer mehrere Festivals statt, darunter im Mai das traditionelle Sindikalna Festival. Im Juni wird der internationale Ohrid International Swimming Marathon von Sveti Naum bis zum Hafen von Ohrid durchgeführt. Ab Mitte Juli bis Mitte August findet das Theater- und Musikfest Ohrid Summer Festival (mazedonisch Летен Охридски Фестивал, translit. Leten Ohridiski Festival) statt. Im Sommer gibt es das internationale Folklore- und Tanz-Festival The Balkan Festival of Folk Songs and Dances, das internationale Ohrid Choir Festival und das Filmfestival für französischsprachige Filme Festival of French Film.

### Sport
Ohrid hat eine Vielzahl von Sportklubs. Der Fußballklub GFK Ohrid Lihnidos wurde 1921 gegründet und spielt in der regionalen Liga. Den Frauenfußballklub ŽFK Biljanini Izvori gibt es seit 2010. „Biljanini Izvori“ ist Ohrids größtes Sportzentrum mit Innenstadion, das eine Kapazität von rund 18.000 Sitzplätzen hat. Neben dem Fußball haben zahlreiche andere Sportarten große Beliebtheit erlangt. Es gibt Kampfsport-, Box-, Tennis-, Kayak-, Segel- und Sportfischklubs.

### Ohrid in der Kunst
Insbesondere Edward Lear weilte 1848 eine Zeit lang in Ohrid. Er malte mehrere Bilder der Stadt. Richard Caton Woodville junior war ein weiterer Maler, der sich 1891 von der Stadt inspirieren ließ. (Vielleicht stellt sein Bild aber Shkodra dar.) Von Mary Adelaide Walker gibt es eine Zeichnung von 1897, welche die Altstadt darstellt.

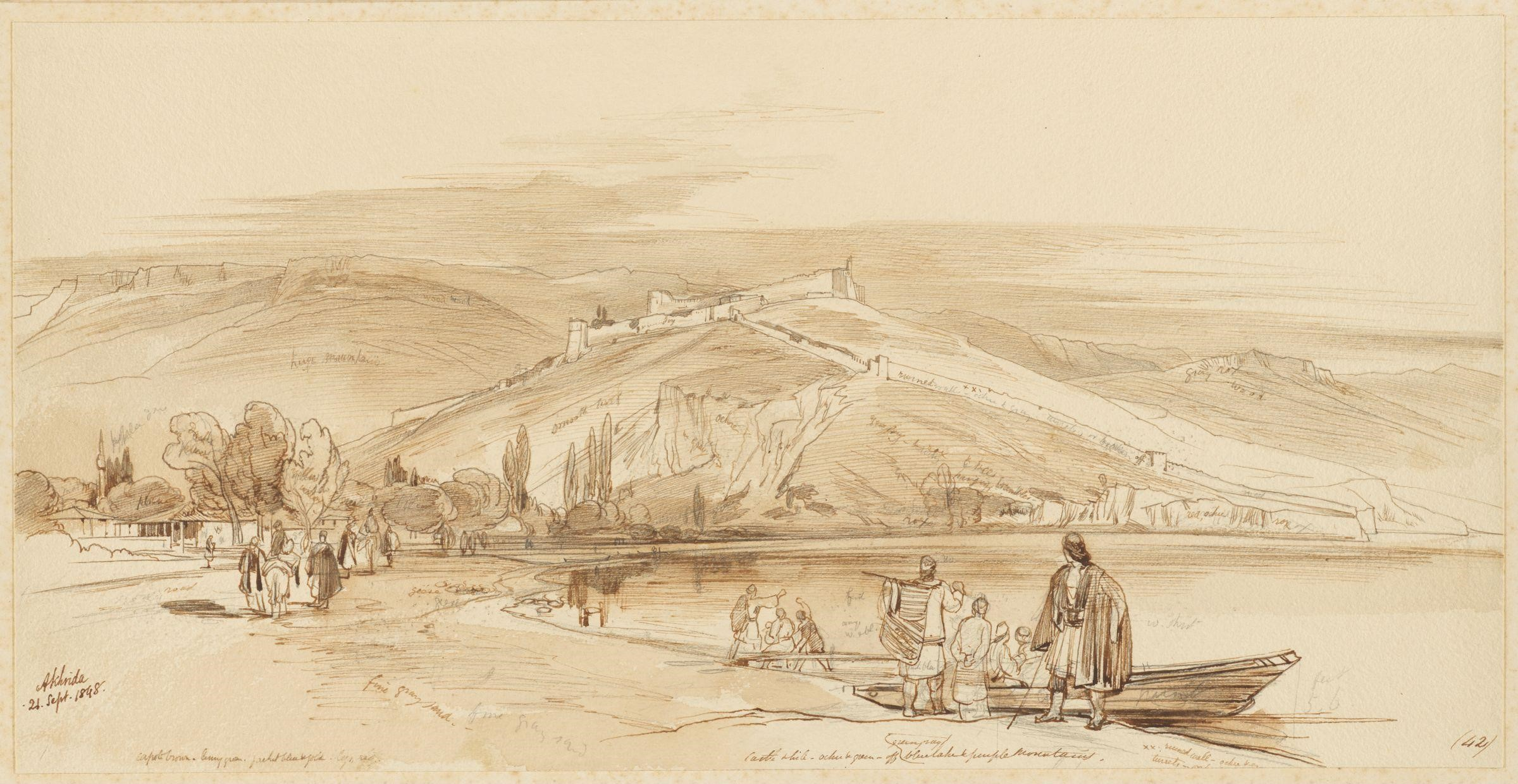
Lear: der Festungshügel von Nordwesten
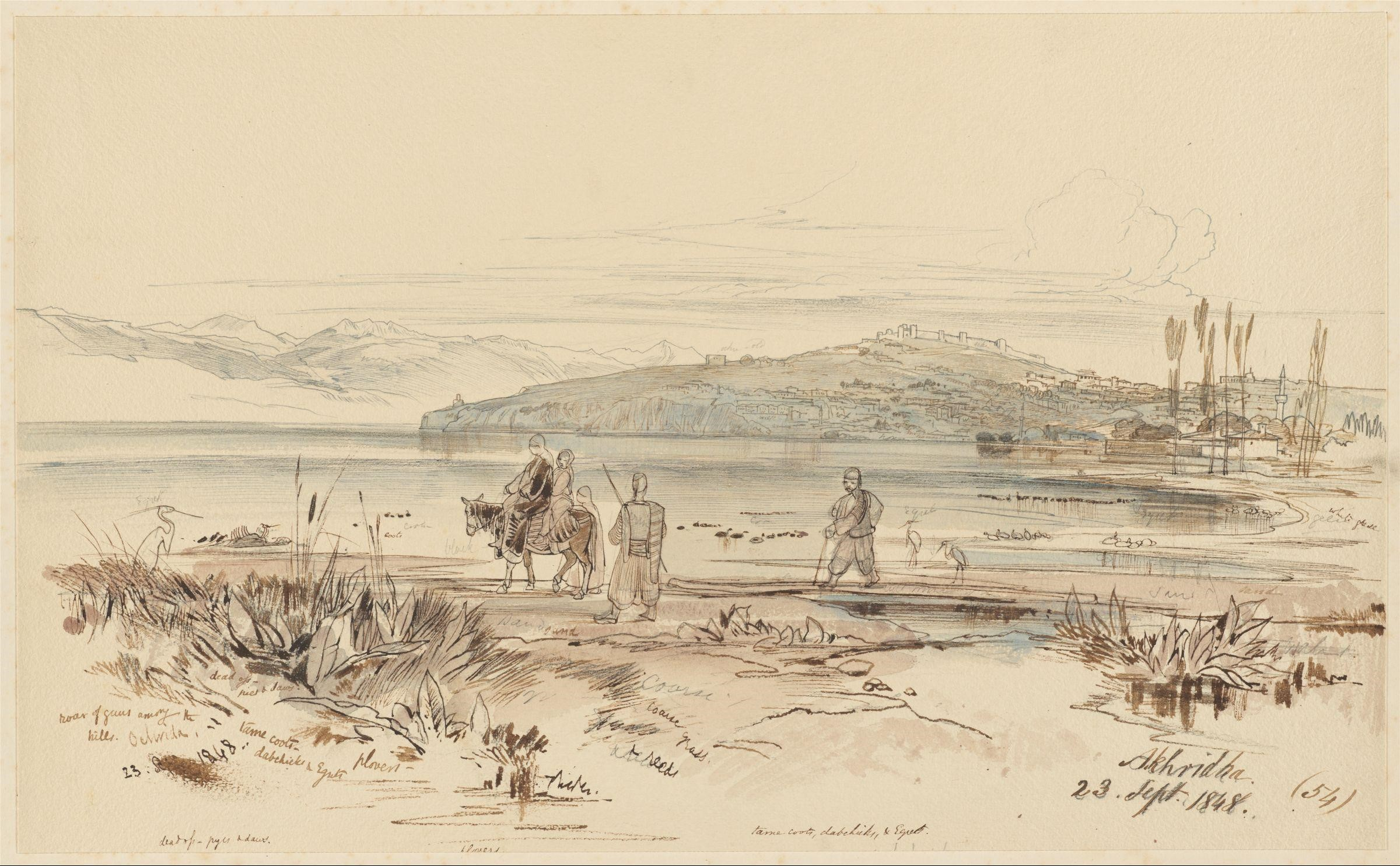
Lear: die beiden Altstadthügel von Südosten
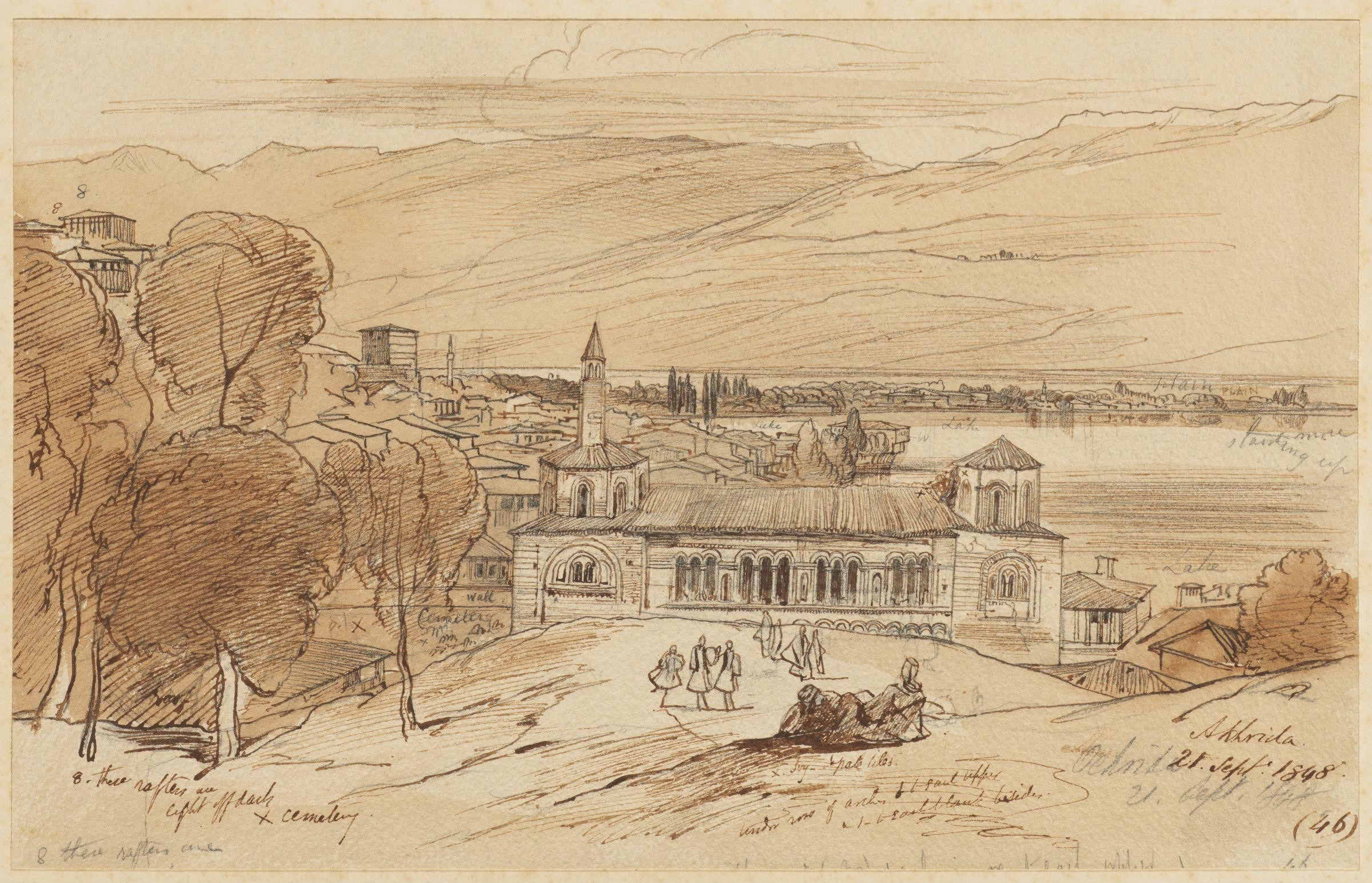
Lear: die zur Moschee umfunktionierte Sophienkirche
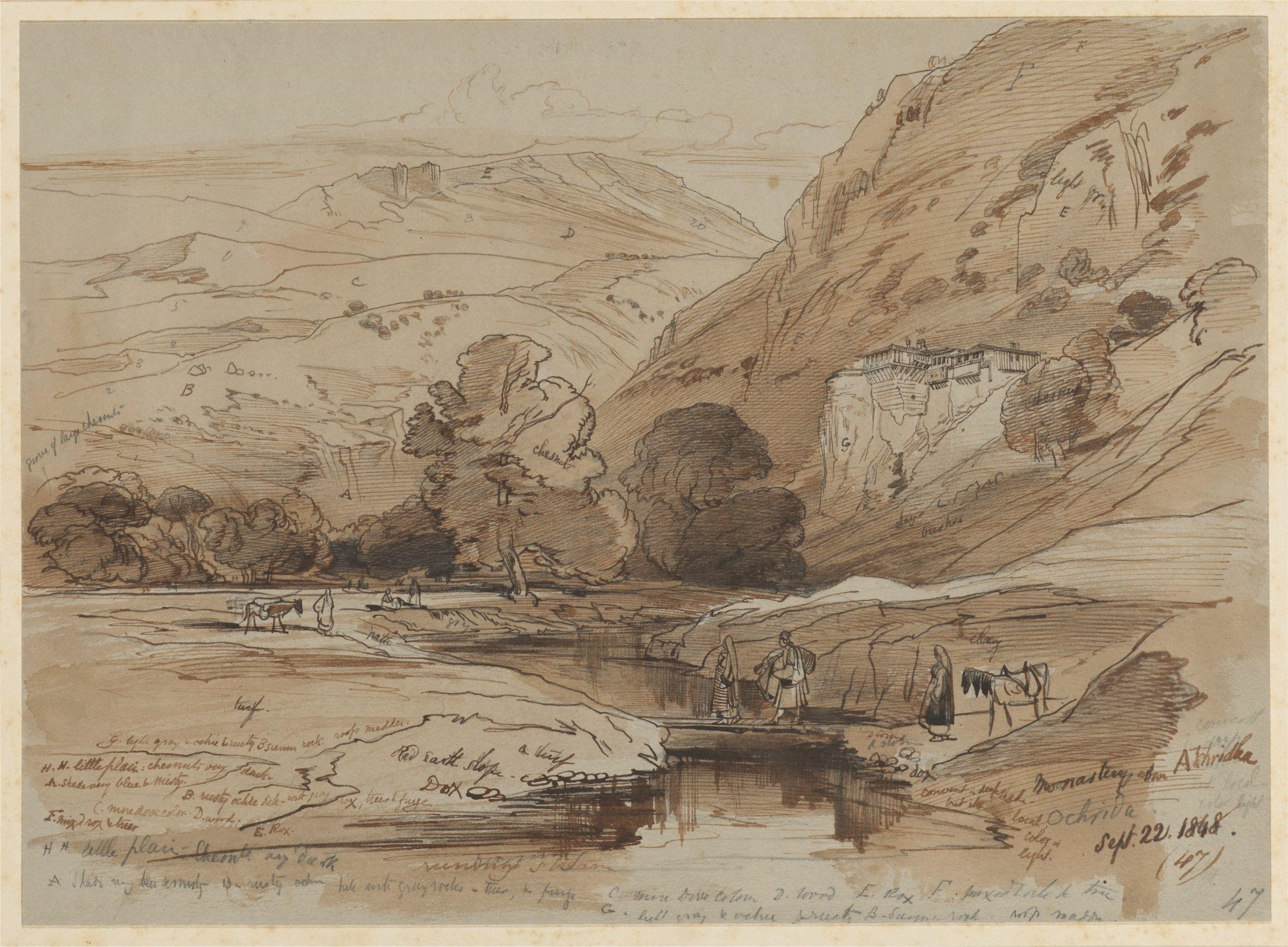
Lear: Landschaft und unbestimmtes Kloster in der Nähe von Ohrid
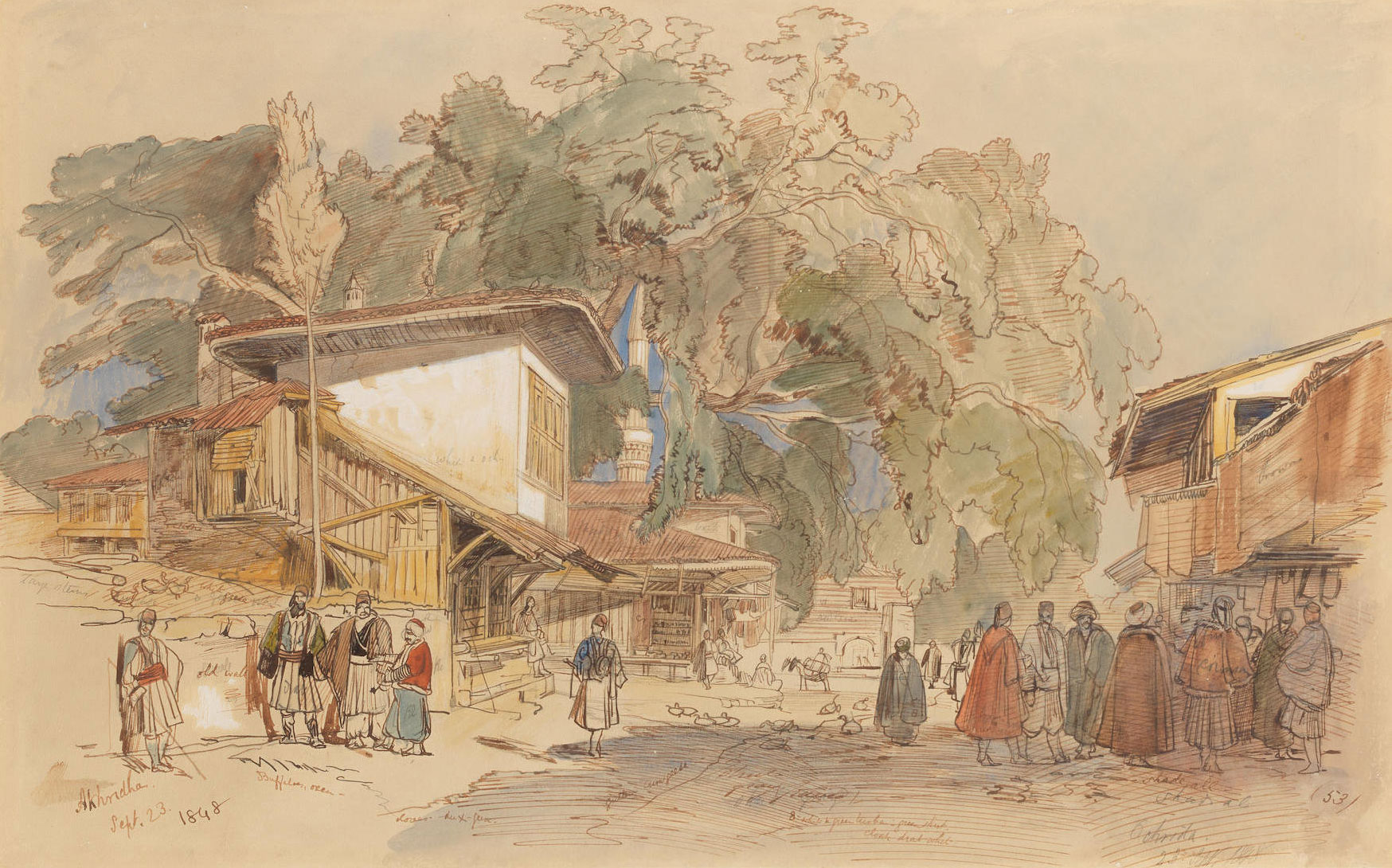
Lear: Basar und Tekke-Moschee
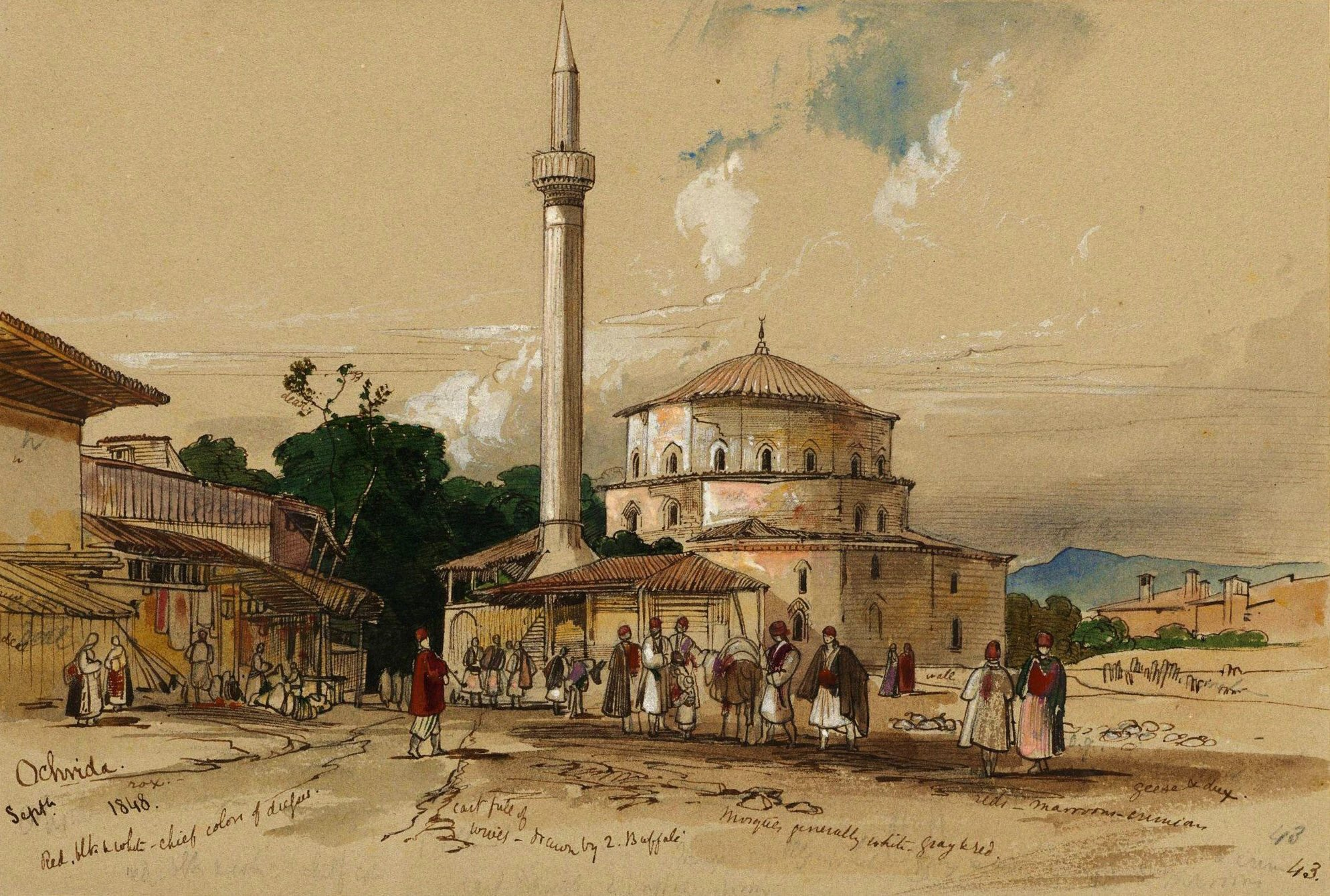
Lear: Ali-Pascha-Moschee
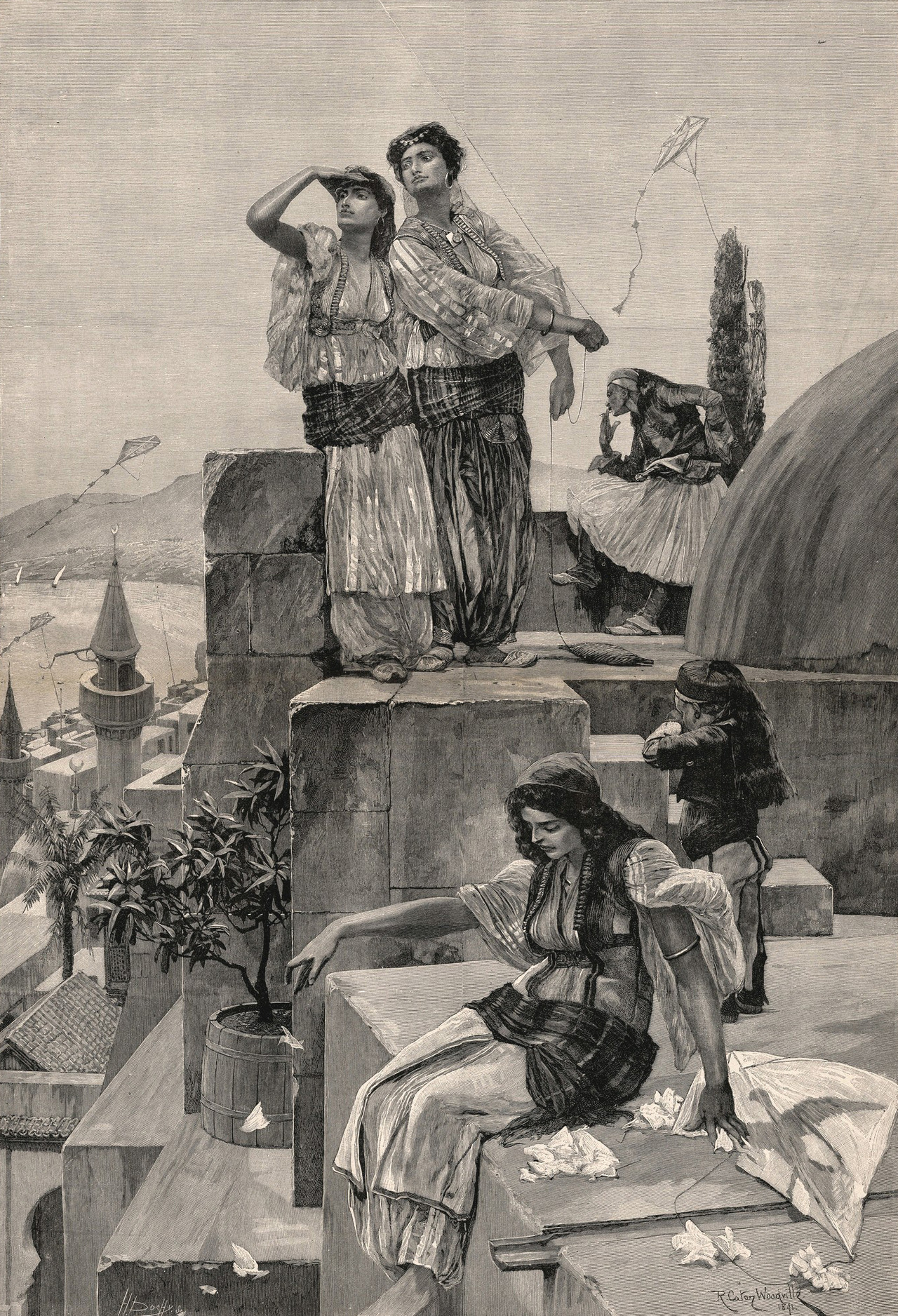
Woodville: Szene mit drei Frauen, einem Kind und einem älteren Mann über der Altstadt
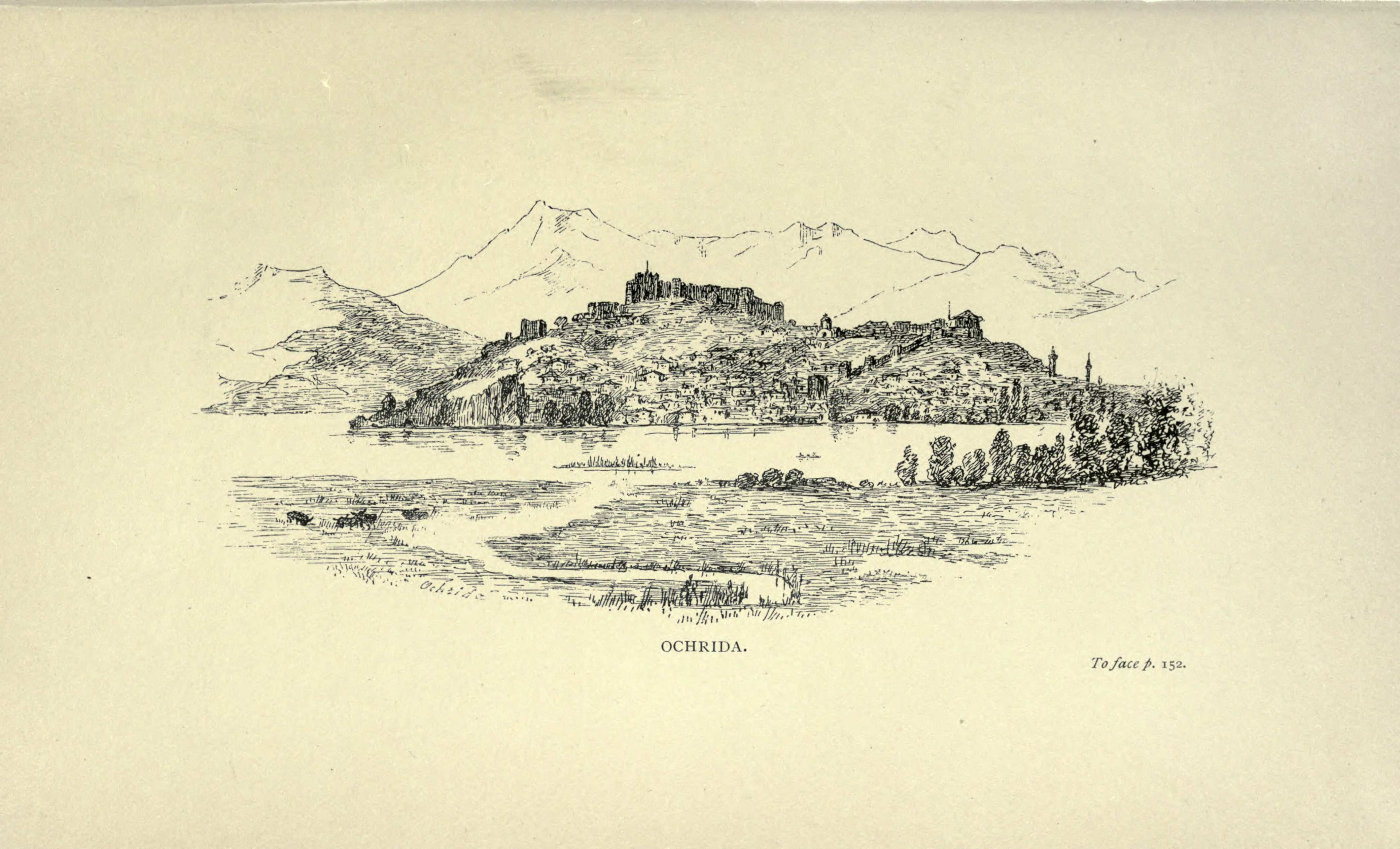
Walker: die beiden Altstadthügel von Südosten

## Sehenswürdigkeiten

### Festung

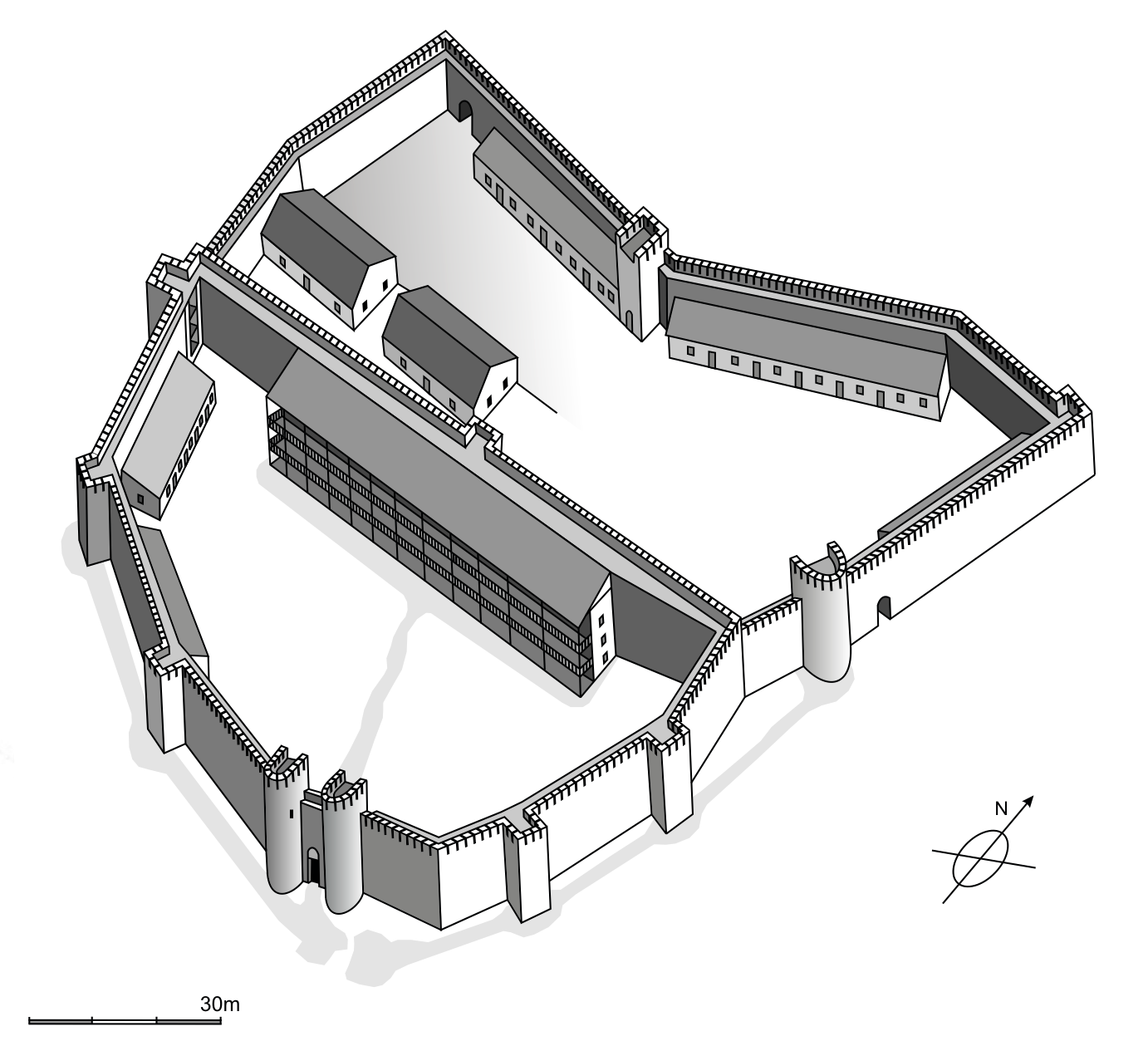
Rekonstruktion der „Samuelszitadelle“ nach Ivan Mikulčik, wie sie im späten 14. Jahrhundert ausgesehen haben könnte.

Die Zitadelle des Zaren Samuil, wie heute die Stadtburg meist genannt wird, steht auf dem höchsten Punkt der Stadt, dem Stadthügel Gorni Saraj. Sie war Teil der Festungsanlagen, welche die Stadt umschlossen. Erste Spuren einer Befestigung, die möglicherweise von Philipp II. von Makedonien weiter ausgebaut wurde, stammen von den Illyrern aus dem 4. Jahrhundert v. Chr. Zwischen 992 und 1018 war Ohrid kurze Zeit Hauptstadt des ersten Bulgarischen Reiches und damit Residenz des bulgarischen Zaren Samuil, der die Festung und die Stadtmauern erweiterte. Im Sommer ist die Festung beliebtes Ausflugsziel von Touristen, bietet sie doch eine weitreichende Rundsicht über Stadt, See und Berge.

### Kirchen und Klosteranlagen
Das mittelalterliche Ohrid war ein geistiges Zentrum des Christentums in Südosteuropa. In den vielen orthodoxen Kirchen und Klöstern waren zahlreiche Skriptorien und Bibliotheken untergebracht. Seinen außerordentlichen kunsthistorischen Ruhm verdankt die Stadt vor allem zwei Kirchen:

#### Sophienkirche (Sveta Sofija)

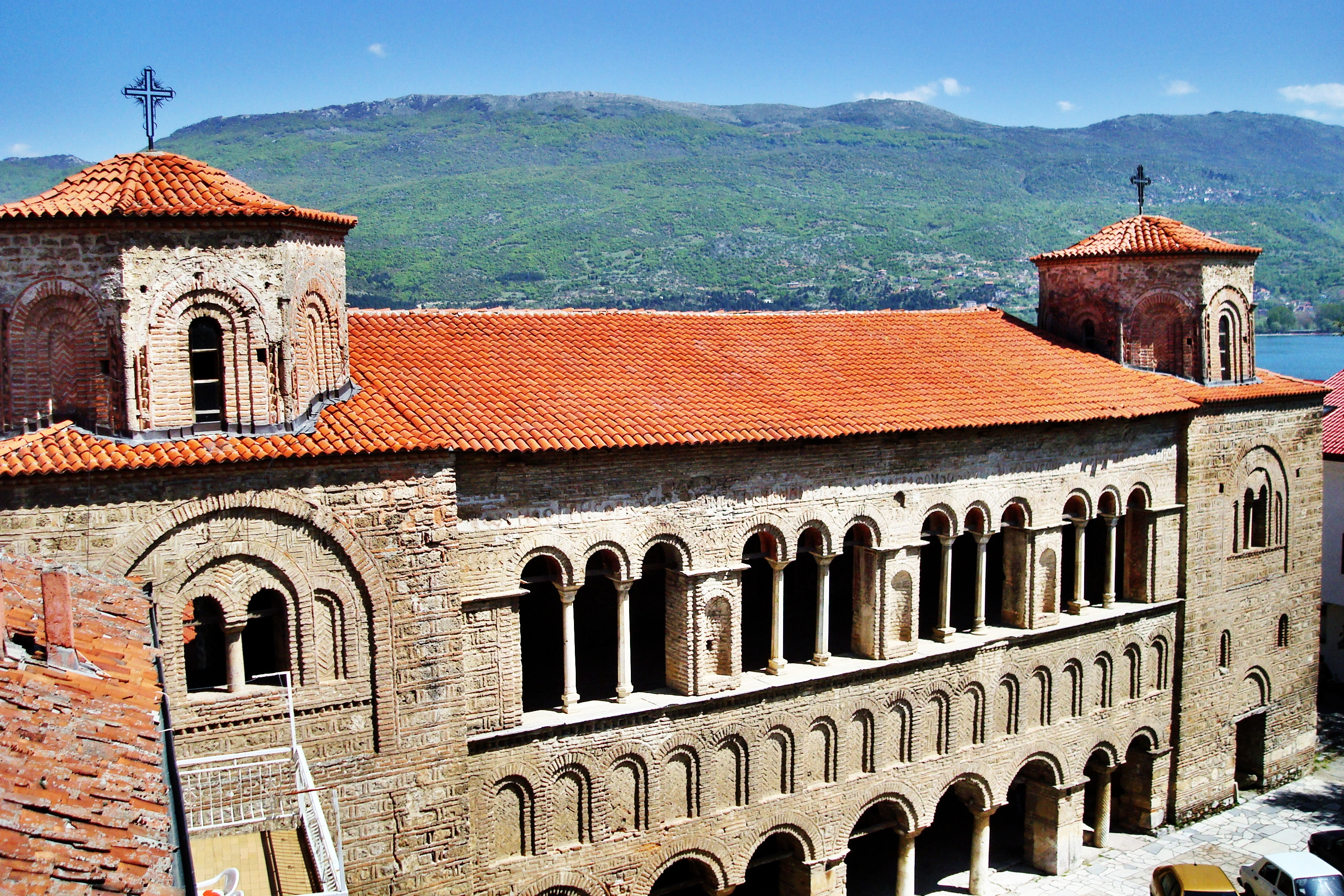
Die Sophienkirche aus dem 11. Jahrhundert (2013)

Auf den Fundamenten einer frühchristlichen Kirche wurde im 11. Jahrhundert unter dem griechischen Erzbischof Leo (1036–56) eine dreischiffige Kathedrale mit drei Apsiden, einer mächtigen Kuppel über dem Mittelteil und einem Glockenturm vor der Westfassade errichtet. 1317 ließ Erzbischof Grigorije das Gebäude um einen großen, zweigeschossigen Exonarthex mit Vorhalle, zwei weiteren Kuppeln und Galerien im Obergeschoss erweitern. Die Türken gestalteten die Kirche in eine Moschee um, wobei Glockenturm, Zentralkuppel und Innengalerien zerstört wurden. Sie fügten den noch heute bestehenden Minbar ein und übertünchten die Fresken, was diese – ungewollt – über die Jahrhunderte rettete. Diese wurden erst in den Fünfzigerjahren des letzten Jahrhunderts freigelegt und zählen zu den großartigsten Leistungen der europäischen Kunstgeschichte. Die ältesten Malereien aus dem 11. Jahrhundert sind nur noch im Altarraum und Narthex vollständig erhalten. Im Gewölbe des Altarraums findet sich die monumentale Himmelfahrt Christi: Christus wird von vier Engeln gen Himmel getragen, während die Apostel und Maria auf der Erde zurückbleiben; darunter ein mit betenden Engeln geschmückter Fries. In der Apsiskonche ist frontal die Thronende Muttergottes mit Kind dargestellt. Auch die Darstellungen des Opfer Abrahams, der Vierzig Märtyrer von Sebaste auf dem zugefrorenen See und die Porträts der Slawenapostel Kyrill und Method im Narthex sind unter den bedeutenden Werken. Die Fresken des Narthex-Obergeschosses und des Exonarthex’ stammen aus dem 14. Jahrhundert. Sie erzählen mit vielen malerischen Einzelheiten eine Fülle verschiedener Themen, auch aus dem Alten Testament. Mehrere Signaturen (z. B. im Schwert des Erzengels im Bild Reue Davids) weisen auf den Meister Johannes Theorianos hin.

#### Klimentskirche (Sveti Kliment)

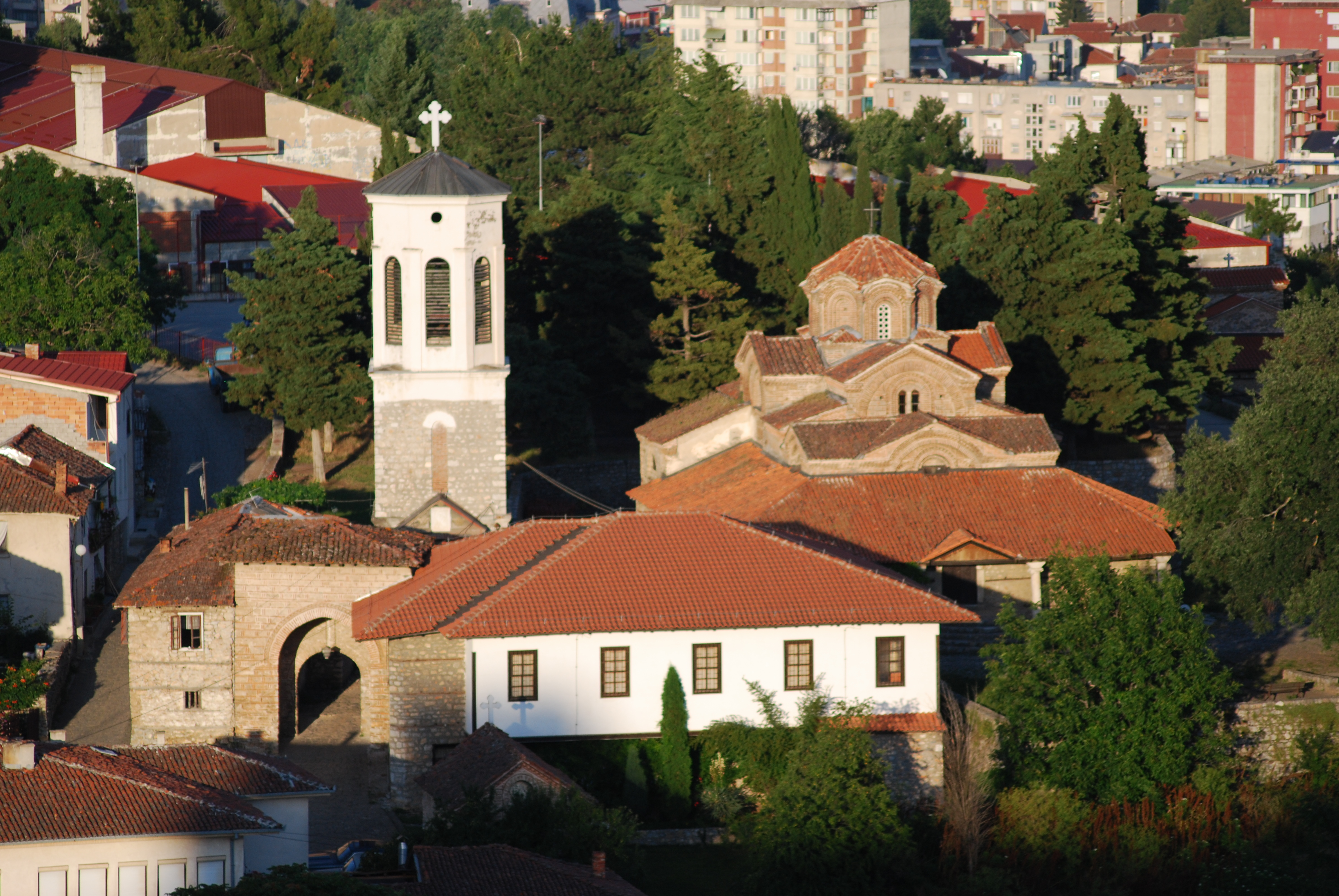
Die Kirche der Heiligen Gottesmutter Peribleptos von 1295 auf dem Hügel Deboj (2009)

Im Jahr 1295 stifteten der byzantinische Feldherr Progon Sguros und seine Gemahlin Eudokia, die Tochter des Kaisers Andronikos II., eine Kirche, die zunächst der Gottesmutter Peribleptos (Periblèptos Περιβλὲπτος = hochangesehen) geweiht war. Erst als später die Reliquien des Heiligen Kliments überführt worden waren, erhielt die Kirche, die wegen der Umwandlung der Sophienkirche in eine Moschee jetzt erzbischöfliche Hauptkirche war, den Namen Sveti Kliment. Der byzantinische Ziegelsteinbau auf dem Grundriss des „eingeschriebenen Kreuzes“ ist mit einer oktogonalen Kuppel und einer gestuften Altarapsis versehen. Im 14. Jahrhundert wurden zu beiden Seiten des Altarraums zwei Nebenkirchen angefügt. Die an mehreren Stellen signierten Fresken sind die frühesten Werke der beiden Maler Michael (Michailo) und Eutychios (Eutihije), dennoch sind sie mit klarer Linienführung und einheitlicher Farbgebung meisterhaft komponiert. Auffallend sind die jugendlichen, athletischen Gestalten selbst der alten Kirchenväter, die Lebenskraft und Heldenmut ausstrahlen. Die Fresken von Sveti Kliment stehen am Beginn einer neuen Epoche byzantinischer Wandmalereien. Nach der eleganten Monumentalmalerei des 13. Jahrhunderts, wie sie am Hof der Komnenen gepflegt wurde, leiten sie nun über zur Malerei der sogenannten Palaiologischen Renaissance, bei der auf allen Wänden eine ungeheure Figurenfülle dargestellt wird. Unter anderem sind hervorzuheben eine Kreuzigung, die Beweinung Christi und ein ganzfiguriger Heiliger Kliment. Im Exonarthex ist eine der größten und kostbarsten mittelalterlichen Ikonensammlung untergebracht. Sie bietet einen Überblick über verschiedene byzantinische Stilepochen zwischen dem 11. und 14. Jahrhundert.

#### Weitere bedeutende Kirchen der Stadt

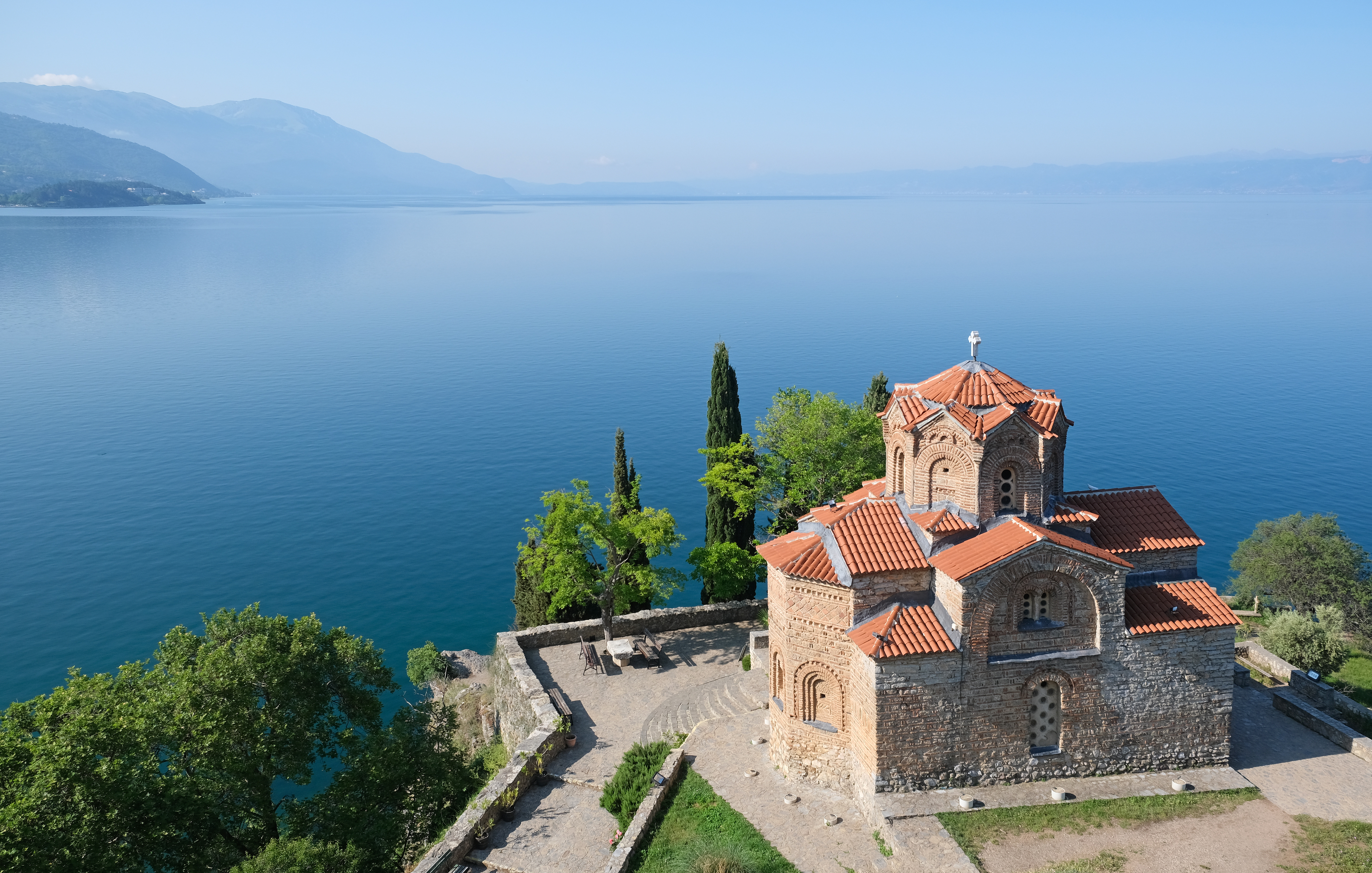
Die Kirche des heiligen Johannes von Kaneo ist wohl das beliebteste Fotomotiv in der ganzen Region des Ohridsees (2023).

- Die Kirche des Heiligen Johannes von Kaneo (Sveti Jovan Kaneo) aus dem 13. Jahrhundert steht am Seeufer auf einem Vorsprung über dem ehemaligen Fischerdorf Kaneo. In Altarraum und Kuppel gibt es Reste von Fresken des 14. Jahrhunderts, eine Ersterwähnung erfolgte 1447. Nach mehrfacher osmanischer Zerstörung wurde die Kirche im 17. Jahrhundert aufgegeben, aber gegen Ende des 19. Jahrhunderts von den örtlichen Bulgaren wieder restauriert.
- Sveti Konstantin i Elena (unweit Sveti Kliment) ist ein einschiffiger Bau mit Querschiff und südlich angebauter Nebenkirche, der wahrscheinlich im 14. Jahrhundert errichtet wurde. Stifter war laut Inschrift der Priestermönch Parthenius, der auf der Südwand mit einem Kirchenmodell abgebildet ist.
- Sveti Nikola Bolnički ist eine aus Bruchsteinen erbaute Kirche aus der ersten Hälfte des 14. Jahrhunderts mit Fresken aus dieser Zeit, darunter die Porträts des Zaren Dušan und des Ohrider Erzbischofs Nikola. Die Kirche enthält auch eine wertvolle Ikone des Heiligen Naum aus der zweiten Hälfte des 14. Jahrhunderts.
- Sveti Bogorodica Bolnička ist eine im späten 14. Jahrhundert errichtete, dreischiffige Kirche, die im 16. Jahrhundert um ein Querschiff erweitert wurde. Im Inneren sind Fresken aus dem 14., 16. und 19. Jahrhundert und eine geschnitzte Ikonostase von Karadžović.
- Sveti Nikola Gerakomija steht in der Nähe der Sophienkirche und beherbergt neben Wandschmuck und Ikonen seit 1952 die Überreste des Heiligen Kliment.
- Sveti Dimitrija ist eine im 14. Jahrhundert erbaute kleine Kirche, die bei Sveti Kliment steht und beachtenswerte Fresken enthält.
- Sveti Vrači Mali ist ein einschiffiges Kirchlein. Im Inneren sind einige Reste hervorragender Fresken und die älteste erhaltene Ikonostase (beides aus dem 14. Jahrhundert) zu sehen.

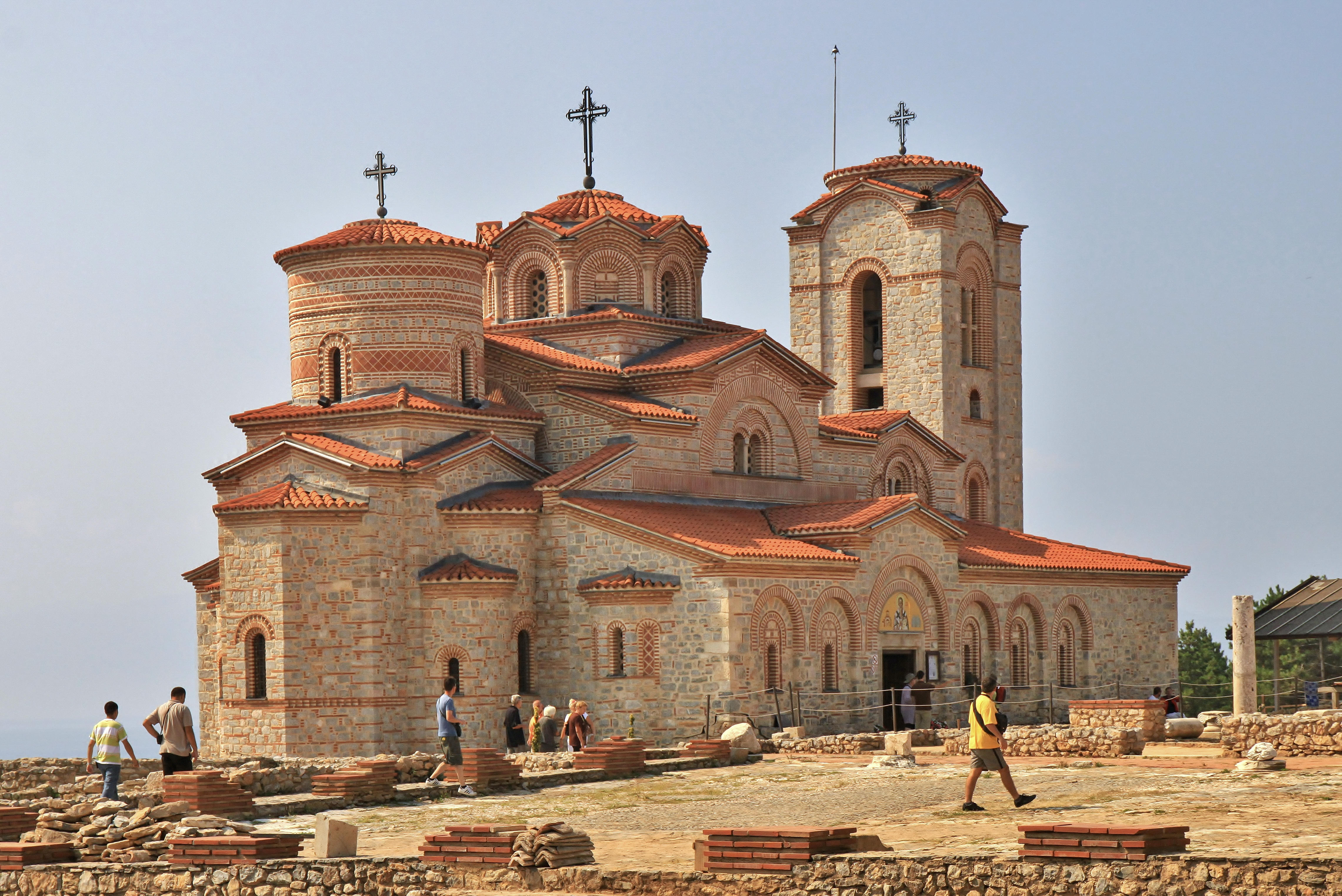
Die St.-Panteleon-Kirche des ehemaligen Kliment-Klosters bei der Ausgrabungsstätte Plaošnik (2011)

- Sveti Pantelejmon, die ehemalige Klosteranlage des Heiligen Kliment befindet sich in der Gegend von Plaošnik (maz. Плаошник). Sie war ein mittelalterliches Kloster, das im Auftrag des bulgarischen Zaren Boris I. vom Gelehrten Kliment von Ohrid erbaut wurde. Nach der Vita des Heiligen Kliment wurden die Bauarbeiten 886 begonnen. Die Anlage war das Zentrum der Schule von Ohrid und wahrscheinlich wurden dort die Kleriker der bulgarischen Kirche ausgebildet. Kliment wurde in einer der Klosterkirchen beigesetzt. Das Kloster mit seinen Kirchen wurde mehrmals umgebaut. Nachdem die Sophienkirche im 14. Jahrhundert in eine Sultansmoschee umgewandelt worden war, wurde das Kloster beziehungsweise die Grabkirche des Heiligen Kliment Sitz der Erzbischöfe von Ohrid. 1453 ließ der osmanische Sultan Mehmed I. den Erzbischof mit dem Klerus nach Elbasan deportieren und das Kloster mit den Kirchen zerstören. An seine Stelle wurde die Sultan-Mehmed-Moschee (auch Imaret-Moschee) errichtet. Auf dem Areal des ehemaligen Klosters fanden 1943, 1965 und 2007 archäologische Ausgrabungen statt. Als Projekt des mazedonischen Staates wurde die ehemalige Grabeskirche nach dem Vorbild anderer Bauten der Region ab 2000 neu errichtet. Die neu erbaute Klosterkirche trägt den Namen St. Kliment und Panteleon.[58][59]
- Im Süden der Stadt befindet sich die einzige katholische Kirche der Region.[60]

#### Umgebung
- Sveti Erazmo: Etwa fünf Kilometer nordwestlich der Stadt befindet sich an einer Felswand die Kirche des Heiligen Erasmus (mazedonisch Свети Еразмо). Sie wurde wohl erstmals im 6. Jahrhundert als frühchristliche Basilika erbaut. Bei archäologischen Arbeiten wurde eine Nekropole gefunden, von der 124 Gräber aus der Zeit zwischen dem 6. und dem 12. Jahrhundert stammen.[61] Die Kirche war ursprünglich zum größten Teil mit Fresken ausgemalt, von denen nur wenige heute noch erhalten sind, z. B. die Gestalt eines byzantinischen Herrschers.
- Sveti Zaum: Die Kirche der Heiligen Muttergottes von Zaum (Sveti Bogorodica Zahumska) befindet sich ca. 26 Kilometer südlich von Ohrid. Sie liegt nahe dem Galičica-Gebirge am Ufer des Ohridsees in der Nähe des Fischerdorfes Trpejca. Sie ist unterhalb eines Hügels errichtet, der sich bis zur Seeküste hinabsenkt. Das Ufer ist zu Fuß kaum erreichbar. Der Bau der Kirche wurde vom Zimmermann Grgur und die Fresken vom Bischof Gregorius, einem der einflussreichsten Würdenträger des Ohrider Erzbistums Ende des 14. Jahrhunderts gestiftet. Sie stellt eine typische Kreuzkuppelkirche dar, ähnlich den Kirchen des Hl. Kliment von Ohrid und des Hl. Johannes von Kaneo. Die Vorhalle an der Westseite, der Seeseite, ist eingestürzt. Zaum hat eine akzentuierte Vertikale, was der Kirche ein sehr elegantes Aussehen gibt. Diese Vertikale und die Schmächtigkeit sind die Grundmerkmale der Architektur dieses Denkmals. Dadurch unterscheidet sich diese Kirche im Wesentlichen von anderen Baudenkmälern ihrer Zeit. Die Kirche ist unter Kunsthistorikern wegen ihrer byzantinischen Fresken bekannt, welche die Zerstörungen in der osmanischen Zeit überdauerten. Darunter ist die stillende Gottesmutter zu nennen, eine Besonderheit der byzantinischen Malerei.[60]
- Sveti Naum: Das Kloster Sveti Naum und seine gleichnamige Klosterkirche zählt zu den bedeutendsten historischen Denkmälern der Region. Sie befinden sich ca. 30 Kilometer südlich der Stadt am Südende des Ohridsees an der albanischen Grenze.[60] Das Kloster wurde zwischen 893 und 900 von dem Gelehrten Naum unter dem Namen Archangel erbaut.[62] Nach seinem Tod im Jahr 910 wurde das Kloster umbenannt und ihm gewidmet. Naum liegt im Kloster begraben. 1870 zerstörte ein Feuer das Kloster bis auf die Klosterkirche. Die heutige Anlage wurde in der darauffolgenden Zeit errichtet. Nach der Eroberung der Region durch Serbien 1912 wurde in der Nähe des Klosters eine Residenz des serbischen Königs und die Kirche des heiligen Ivan Vladimir gebaut.[63]

### Osmanische Bauwerke
Die über 500-jährige osmanische Herrschaft hinterließ in Ohrid viele Spuren in Form von Bauwerken und Denkmälern. Als Hauptstadt eines Sandschaks war sie überregionales politisches, administratives, wirtschaftliches, religiöses und kulturelles Zentrum. Diese Bedeutung zeigt sich in der hohen Anzahl an osmanischen Baudenkmälern.

#### Moscheen

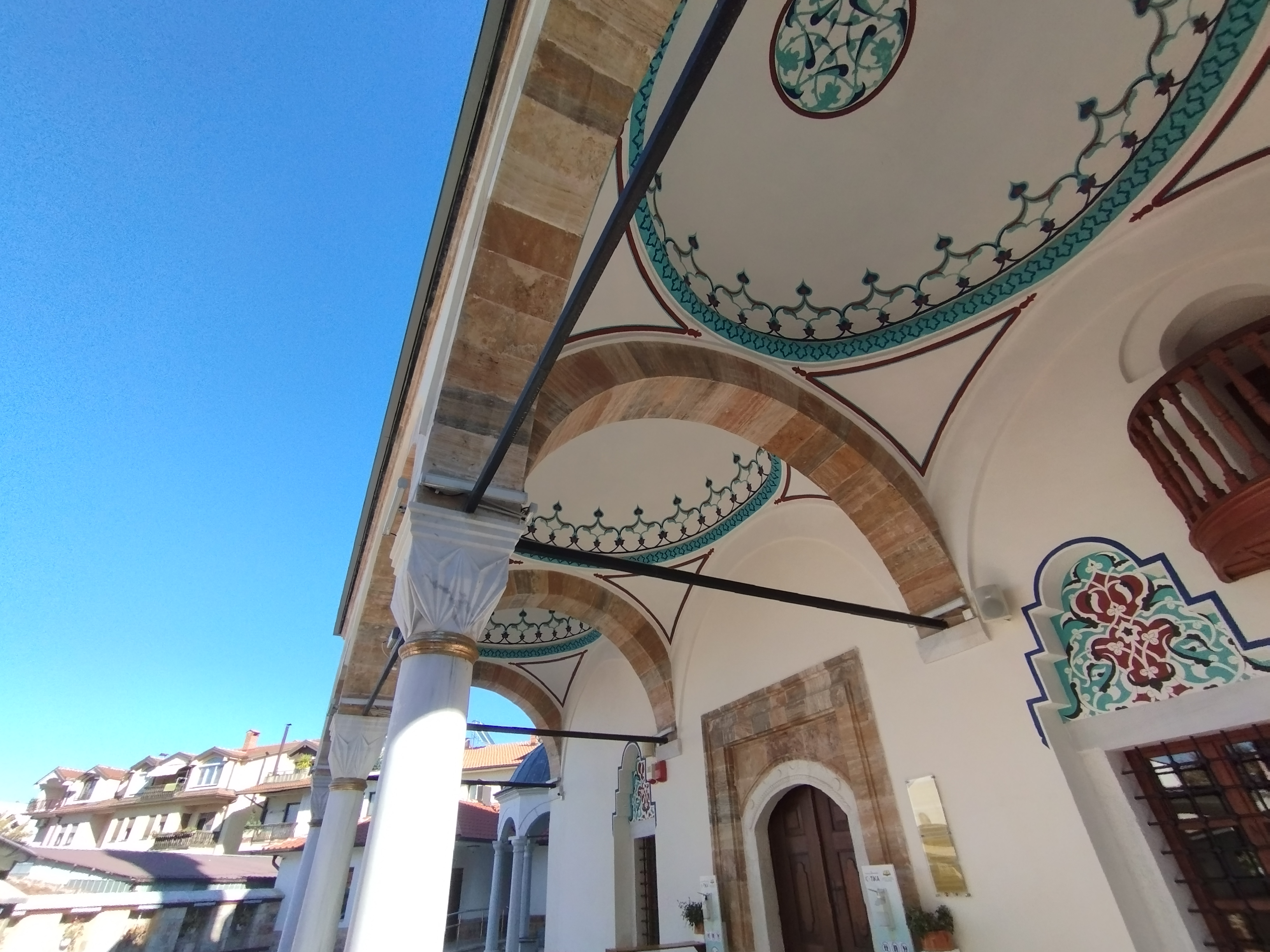
Blick auf den Portikus der restaurierten Ali-Pascha-Moschee (2022)

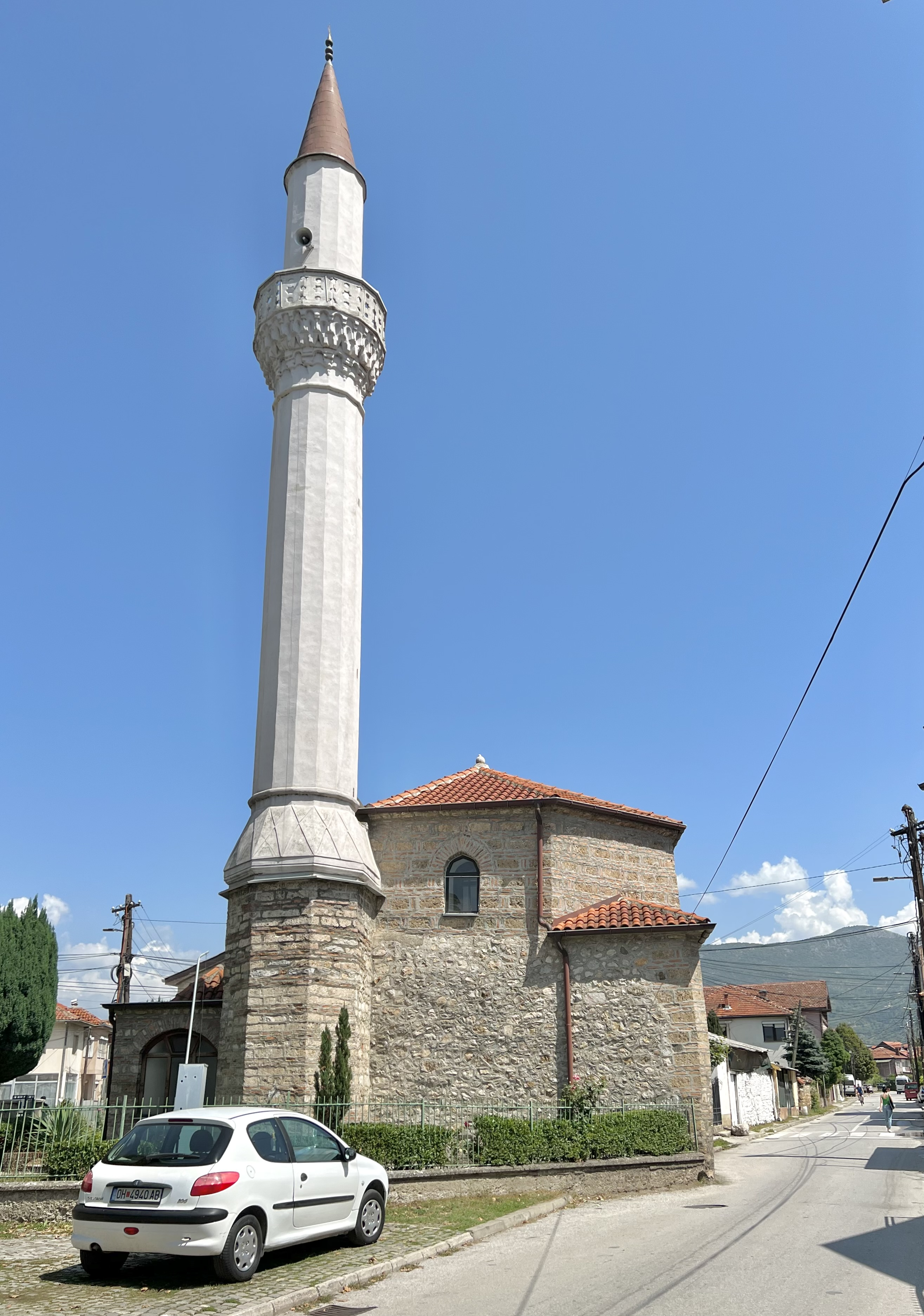
Blick auf die Kreuzmoschee von Norden (2022)

In erster Linie sind da die zehn erhaltenen Moscheen zu erwähnen, welche die Kriege des letzten Jahrhunderts und die städtebaulichen Maßnahmen der darauffolgenden Regierungen überlebt haben. Alles in allem bauten die Osmanen 17 Moscheen in Ohrid (zwei davon waren in Moscheen umfunktionierte Kirchen), die meist Zentrum einer Mahalla waren. Sie wurden von Gelehrten, Politikern oder Militärs gestiftet und beherbergten oft eine Madrasa und ein İmaret. Die Moscheen verteilen sich über die gesamte Stadt, konzentrieren sich aber auf die historischen Zentren. Sie werden alle von der muslimischen Gemeinde benutzt und betrieben.
Die 1573 erbaute und 1823 erneuerte Ali-Pascha-Moschee ist heute das größte islamische Gotteshaus der Stadt. Sie wurde zwischen 2017 und 2019 vollumfänglich restauriert.
Die Tekke-Moschee oder Zeynel-Abidin-Pascha-Moschee ist 1590 erbaut worden. 1720 fügte Mehmed Hayati, ein persischer Derwisch und Mitglied des Sufi-Ordens der Halveti, eine Tekke hinzu. Für den Stifter wurde eine Türbe gebaut.
Die Kreuzmoschee oder Hadschi-Durgut-Moschee wurde 1466 an der alten Straße nach Bitola errichtet und liegt heute an der südwestlichen Ecke der Straßen 7-mi Noemvri und Marko Nestoroski.
Die Haydar-Pascha-Moschee wurde 1456 am Ortseingang der Stadt im nordwestlichen Viertel Voska an der alten Straße nach Struga errichtet. Das rechteckige Gebäude wird an der Straße von einer Türbe flankiert. Sie ist die älteste Moschee der Stadt.
Die Kuloğlu-Moschee wurde im 15. oder 16. Jahrhundert erbaut und steht an der westlichen Ecke der Straßen Goce Delčev und Hadži Mustafa im Quartier Voska. Das achteckige Hauptgebäude bietet im Betsaal für rund 80 Gläubige Platz und besitzt eine Empore. Westlich davon steht ein neuerer kleiner Vorbau mit Portikus. Zwischen beiden Teilen steht auf der Straßenseite das 14 Meter hohe Minarett.
Die Gurci-Bey-Moschee ist ein kleiner Bau aus osmanischer Zeit und liegt nahe dem Stadtstrande am Ende der Straße Bistrica. Der Hof vor der Moschee ist mit Rosen, einer neueren hölzernen Brunnenanlagen und anderen Pflanzen geschmückt. Das Minarett ist nur zwei Meter hoch.
Die Emin-Mahmud-Moschee wurde im 15. oder 16. Jahrhundert erbaut und steht vor dem Stadtteil Košišta an der Straße nach Struga. Neben einem achteckigen Betsaal besitzt sie ein Minarett. Es gibt einen kleinen Brunnen.
Die Hadschi-Hamza-Moschee ist ein kleines Gebäude am Anfang der abendlichen Flaniermeile Korzo. Sie steht direkt an der Straße am Hang des Hügels Deboj. Sie ist über eine 13-stufige Treppe erreichbar und hat ein acht Meter hohes weißes Minarett.
Etwas weiter an der Straße Marko Nestoroski bei der östlichen Ecke Vasil Glavinov liegt die Keschan-Moschee. Das viereckige Hauptgebäude hat eine rosarote Fassade und wird an der nordwestlichen Ecke vom zehn Meter hohen steinernen Minarett flankiert. Die Moschee ist nach der thrakischen Stadt Keşan benannt.
Im Südosten der Stadt an der Straße Dame Gruev liegt die Kara-Bey-Moschee. Die umliegende Nachbarschaft ist nach ihr benannt und ist mehrheitlich von Muslimen bewohnt. Das längliche rechteckige Hauptgebäude grenzt auf der Straßenseite an einem kleinen Nebenbau. Der kleine Hof wird von der Brunnenanlage fast vollständig bedeckt. An der westlichen Seite des Hauptgebäudes liegt das rund fünf Meter hohe Minarett.
Die Hadschi-Kasim-Moschee war die größte Moschee in Ohrid. Sie stand vor dem sogenannten Wassertor der Stadtmauern, wo sich jetzt der zentrale Platz Ploštad Sveti Kliment befindet. Die Moschee ohne Minarett wurde in den 1950er Jahren durch den jugoslawischen Staat abgerissen. Am Standort befinden sich jetzt Cafés, Parks und eine etwa fünf Meter hohe Statue des Stadtpatrons St. Klement. Im Jahr 2000 entfernte die mazedonische Regierung die Ruinen der Imaret-Moschee beim Ort Plaošnik. Seitdem fanden dort Ausgrabungen der antiken Stadt Lychnidos statt und zudem wird nun dort das neue Zentrum der Mazedonisch-Orthodoxen Kirche gebaut.

#### Hamams, Türben etc.
Neben den Moscheen gibt es weitere gut erhaltene Kulturdenkmäler aus der osmanischen Zeit, den Voska- und den Eski-Hamam (orientalisches Badehaus); den Han (Karawanserei), heute ein Einkaufszentrum, den osmanischen Uhrturm (Sahat Kula) von 1726 und die Türbe (Mausoleum) des Sinaneddin Yusuf Çelebi der adeligen Ohrizâde-Familie aus dem Jahre 1591; sie waren alle feste Bestandteile der osmanischen Städtearchitektur. Der 2012 restaurierte Voska-Hammām beherbergt ein kleines Museum.

### Andere historische Bauten
Zeugnisse der antiken Geschichte der Stadt sind das hellenistisch-römische Theater und die frühchristliche Basilika aus dem 5. oder 6. Jahrhundert.
Das Haus der Kaufmannsfamilie Robevi wurde zwischen 1863 und 1864 vom Baumeister Todor Petkow aus dem Dorf Gari bei Debar gebaut. Der Auftrag erfolgte vom Konstantin Robev, Familienoberhaupt zu diesem Zeitpunkt. Das Haus hatte einen Vorgängerbau, der 1827 errichtet wurde, und 1861/62 vom osmanischen Verwalter Ustref Beg niedergebrannt wurde. Das heutige Robevi-Haus ist zwei-geteilt, je eine Hälfte war für die Söhne von Konstantin (Atanas und Konstantin) vorgesehen. Die zwei Brüder wohnten hier bis 1900, als sie in das größere Bitola umzogen. In der Zeit danach nutzen sie es als Wochenendhaus. Als Ohrid während des Balkankrieges 1912 von Serbien erobert wurde, wurde das Haus beschlagnahmt. Zwischen 1912 und 1919 residierten serbische Truppen im Haus. In dieser Zeit verschwand ein Großteil des Haushaltes und die Holzdecken wurden schwer beschädigt, oder ganz zerstört. Nach dem Zweiten Weltkrieg beherbergte das Kaufmannshaus das Kulturhistorische Museum. 1990 wurde der dreistöckige Bau komplett saniert. Heute ist im Gebäude das Ohrider Stadtmuseum beheimatet.

## Wirtschaft und Infrastruktur

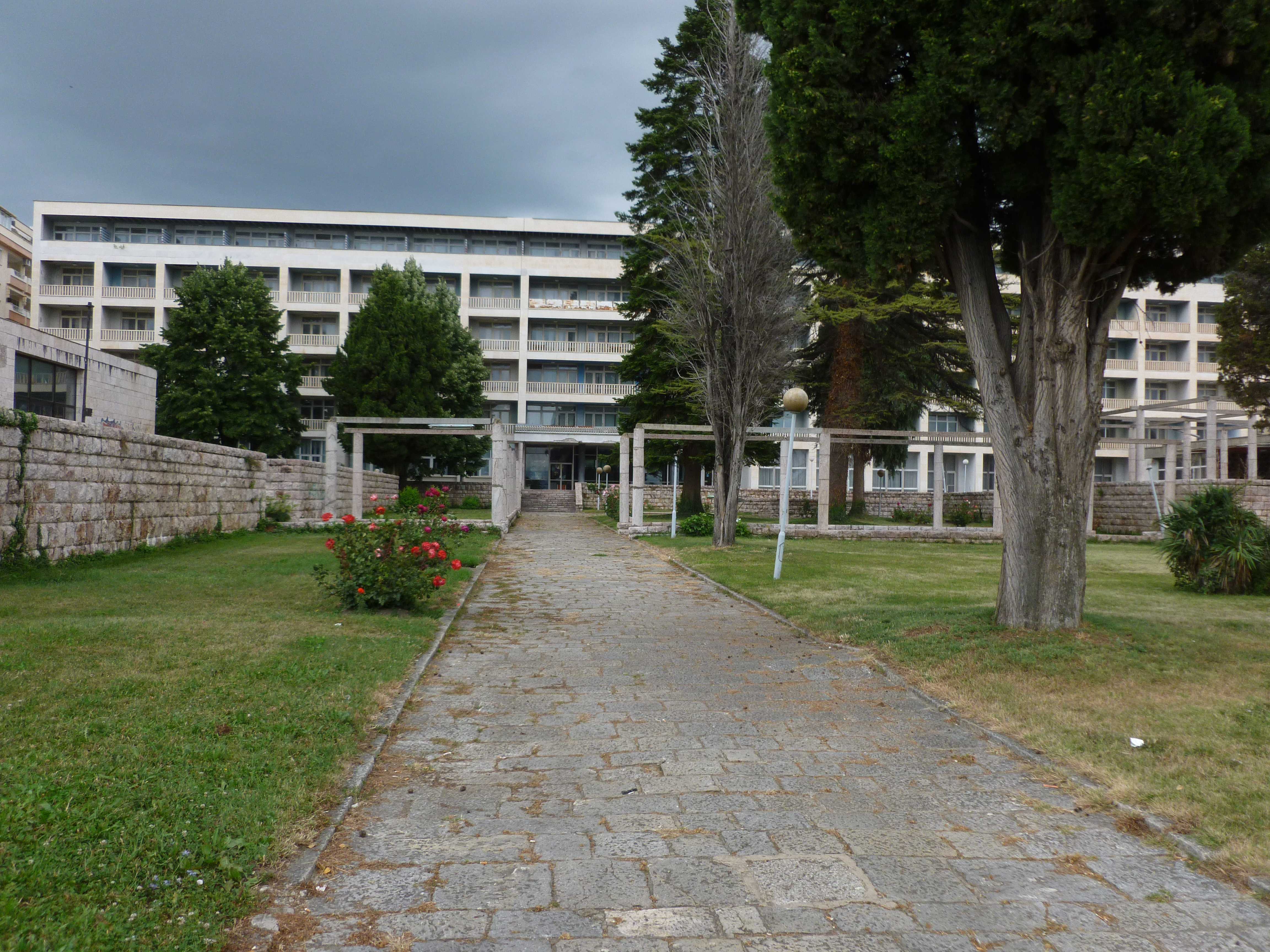
Das heute geschlossene und sanierungsbedürftige Hotel Palace an der Seepromenade war zu jugoslawischen Zeiten wohl das beliebteste, modernste und größte Hotel in Ohrid. (2014)

Die Fischerei ist der älteste Wirtschaftszweig von Ohrid. Schon die antiken Illyrer gingen dieser Beschäftigung nach, denn der Ohridsee bot reichlich Speisefische. Während die Stadtbevölkerung auch in anderen Sektoren tätig war, sicherte in den benachbarten Dörfern Trpejca und Peštani nur der Fischfang den Lebensunterhalt der Einwohner. Weiterer wichtiger Zweig der Wirtschaft war vor allem das Handwerk, das durch die Schule von Ohrid Verbreitung fand. Breite Schichten der Bevölkerung waren Schreiner, Lederverarbeiter, Kesselmacher, Sattelmacher, Goldschmiede, Schneider, Schuhmacher und Holzschnitzer. Bis gegen Ende des 19. Jahrhunderts war der Ort, neben dem westmakedonischen Kastoria, ein Zentrum der Pelzverarbeitung und damit verbunden des Pelzhandels. Da Ohrid ein geistiges Zentrum war, waren die lokalen Baumeister, Handwerker, Maler, Ikonostasenbauer überregional bekannt.
Der Tourismus ist einer der wichtigsten Wirtschaftsfaktoren. Die historische Altstadt, das kulturelle Umland und die Natur mit dem großen See ziehen nicht nur Einheimische, sondern auch Touristen aus den Nachbarländern und Durchreisende an. Der Großteil der Touristen kommt aus dem Inland, sowie aus Bulgarien, Serbien, Slowenien, den Niederlanden, vermehrt auch aus Russland und neuerdings aus China und Israel. Die Stadt bietet in der Sommersaison ein reges Nachtleben mit zahlreichen Cafés, Bars, Kneipen, Restaurants und sehr vielen Boutiquen. In diesen Monaten verwandelt sich die Stadt in eine Touristen-Hochburg: Nachtleben, volle Strände, Verkehrsüberlastung, Konzerte, Festivals, Vergnügungsparks, zahlreiche Charter-Flüge und kaum leere Hotelzimmer.
Der Dienstleistungssektor ist ein weiterer Wirtschaftsfaktor in der Region. Die Bankinstitute Ohridska Banka, Stopanska Banka, Commercial Bank und Tutunska Banka haben Niederlassungen. In der Industrie zählt die Textilfabrik Ohridski Tekstilni zu den größten Arbeitgebern der Region. Der Großteil der Bevölkerung verdient ihren Lebensunterhalt im Gewerbe und im Einzelhandel. In der Landwirtschaft sind nur noch sehr wenige beschäftigt. Die Großbäckerei Жито леб (Žito leb, deutsch: Weizenbrot), die landesweit Brot, Back- und Süßwaren herstellt, hat ihren Sitz in Ohrid. 2002 wurde die von ihr produzierte Brotmenge auf 18.300 Tonnen beziffert.

### Verkehr

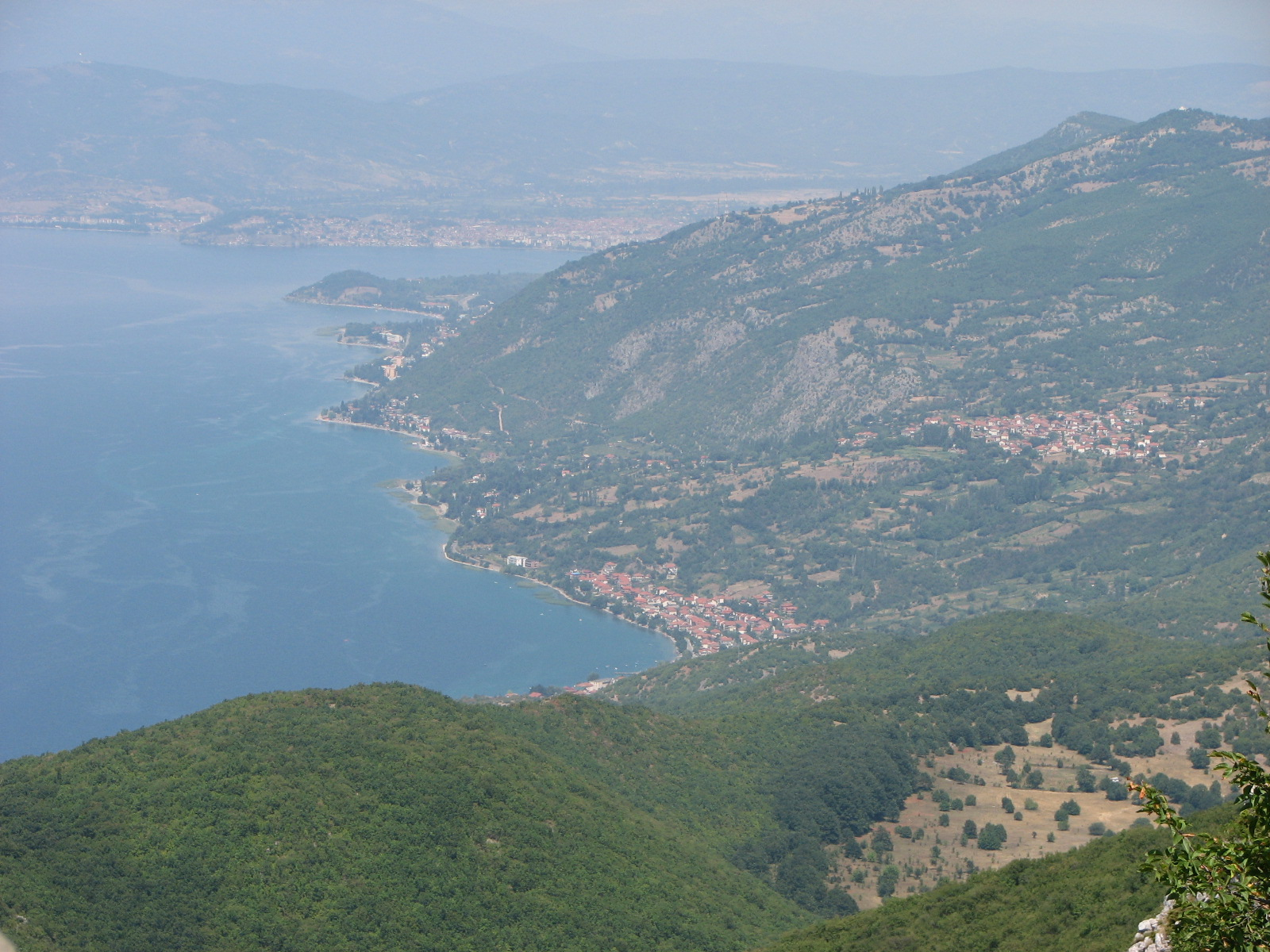
Östliches Seeufer mit dem Fischerdorf Peštani im Vorder- und Ohrid im Hintergrund (2007); durch den Ort verläuft die kurvenreiche Küstenstraße nach Pogradec in Albanien.

Der innerstädtische Verkehr wird hauptsächlich durch private Personenwagen, Busse und Taxis bewältigt. Durch die schadstoffreichen Abgase entsteht in der touristischen Hochsaison im Sommer oft Smog über der Stadt. Auch im Winter wird die Luft durch Holzofenheizungen stark verschmutzt.
Viele Straßen sind in einem eher schlechten Zustand, obwohl ständig neu asphaltiert wird. Die Hauptverkehrsader ist der Bulevar Turistička, der die Umgehungsstraße Železnička mit der Innenstadt und mit den touristischen Gebieten am östlichen Ufer des Ohridsees verbindet. Die Umgehungsstraße, auf die der Schwerverkehr von der Innenstadt verlegt ist, wurde 2011 erneuert und verbindet die Straße von Struga im Nordwesten mit der von Bitola im Nordosten der Stadt.
Die Europastraße E852 verbindet Ohrid direkt mit Tirana. Außerdem bestehen Verbindungen nach Bitola und Skopje (E65).
Bis 1966 gab es einen Bahnanschluss über die Bahnstrecke Gostivar–Ohrid. Die aus dem Ersten Weltkrieg stammende, als Heeresfeldbahn errichtete Schmalspurbahn benötigte für die 167 Kilometer lange Strecke mehr als 17 Stunden. Die Regierungen von Albanien und Mazedonien analysierten im Rahmen des Paneuropäischen Verkehrskorridors VIII die Möglichkeiten einer neuen Eisenbahnstrecke von Kičevo nach Struga und weiter nach Albanien, die nur wenige Kilometer nordwestlich von Ohrid verlaufen würde.
An der Straße nach Bitola steht der neue Busbahnhof (mazedonisch Автобуска станица, translit. Avtobuska stanica), der ältere befand sich im Stadtzentrum, die Fläche des ehemaligen Busbahnhofs wurde aber mittlerweile mit Appartementhäusern bebaut. Vom neuen Busbahnhof bestehen täglich Verbindungen in die größten Städte des Landes und der Nachbarländer wie nach Istanbul. Auch einige west- und mitteleuropäische Orte sind Ziele.
Etwa acht Kilometer nordwestlich des Stadtzentrums befindet sich mit dem Flughafen Apostel Paulus Ohrid der zweitgrößte Flughafen Nordmazedoniens, der vor allem im Sommerhalbjahr für den Charterverkehr genutzt wird.

### Medien
Der 1992 gegründete größte Fernsehsender Südwestmazedoniens, TVM, hat seinen Sitz in Ohrid. In seinem Sendegebiet wohnen etwa 120.000 Zuschauer.
Der 1957 gegründete Sender Radio Ohrid betreut die Gemeinden Struga, Debarca, Ohrid und Resen sowie Teile Albaniens.
Die Zeitung AMAC PRESS Ohridski Novini erscheint täglich mit rund 4000 Exemplaren und ist Pionier des Journalismus in der Stadt.

### Bildungseinrichtungen

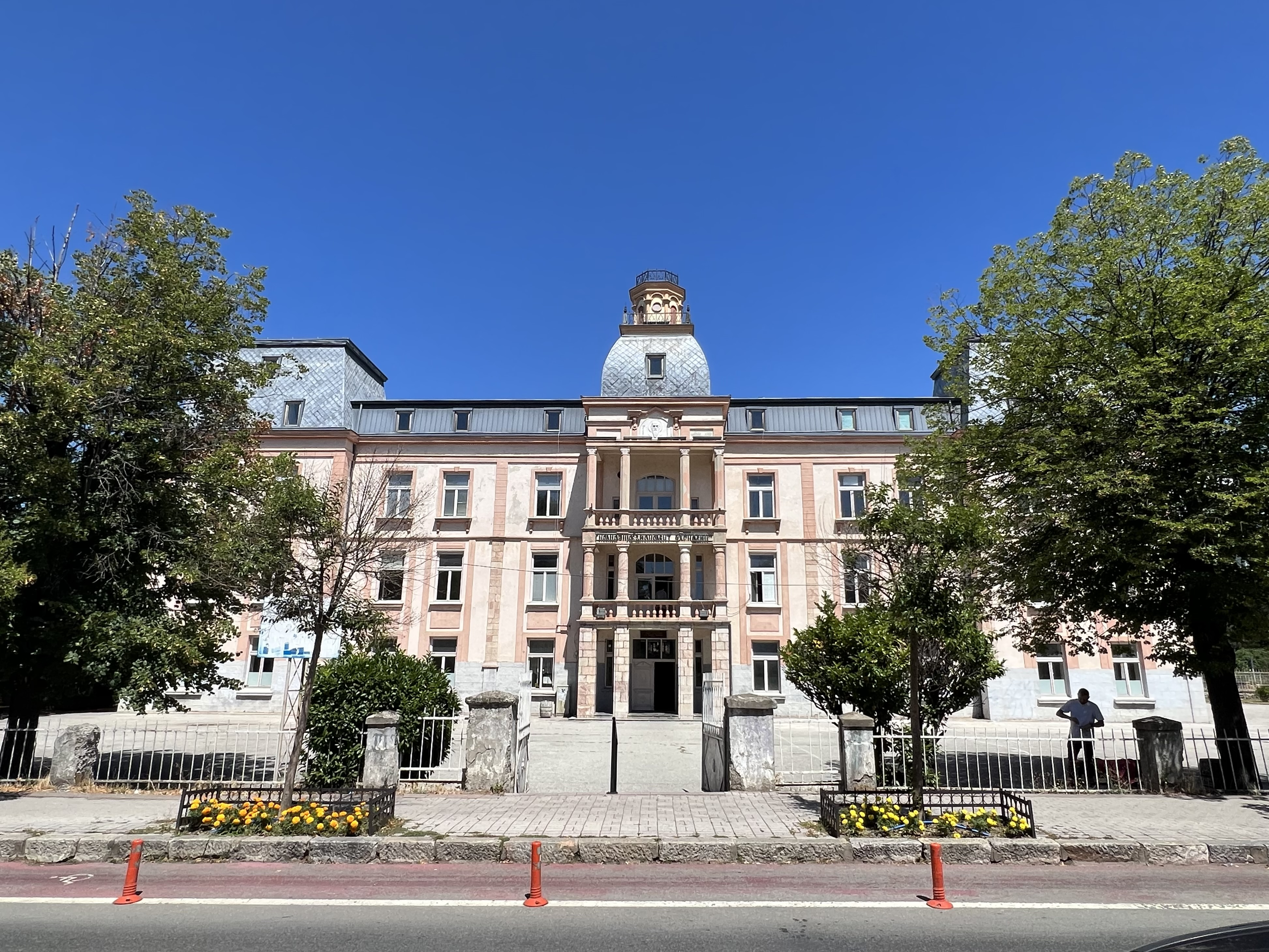
Blick auf die Frontseite des St.-Kliment-Gymnasiums, das 1848 in einem Vorgängerbau in der Altstadt gegründet und 1928 in dieses neoklassizistische Gebäude – von Eyub Sabri Bey in Auftrag gegeben – einzog. (2022)

Die Pflichtschulzeit dauert in Nordmazedonien acht Jahre; die fünf Grundschulen in Ohrid haben große Kapazitäten, da es viele Schüler gibt. Daneben existiert eine Schule für Musikbegabte, deren Besuch ebenfalls acht Jahre dauert.
In der Sekundärstufe stehen drei Sekundarschulen zur Verfügung, eine polytechnische, eine gastronomische und eine naturwissenschaftliche. Die dritte sogenannte Sveti Kliment Ohridski-Schule umfasst auch ein Gymnasium, das die Lernenden auf die Tertiärstufe vorbereitet.
Die dritte und letzte Stufe des nordmazedonischen Bildungswesens bilden zwei Hochschulen: die staatlich anerkannte Universität für Informationswissenschaft und Technologie St. Paul der Apostel mit fünf Fakultäten und ca. 200 Studenten, sowie die Europäische Universität Republik Mazedonien.
Daneben gibt es die Fakultät für Tourismus und Gastronomie sowie das Institut für Hydrobiologie der Universität Bitola in Ohrid.

### Gesundheitswesen
Im Osten der Stadt befindet sich das größte Krankenhaus von Ohrid und an der alten Straße nach Struga das Spital St. Erasmus für orthopädische Chirurgie und Traumatologie aus dem Jahr 1950. Es war in Jugoslawien ein bedeutendes Zentrum in diesem medizinischen Bereich; viele Patienten kamen aus den anderen Teilrepubliken.

## Städtepartnerschaften
Ohrid arbeitet weltweit mit Städten vor allem auf dem Gebiet des Tourismus und Kulturaustausches zusammen, mit denen es seit 1977 zahlreiche Partnerschaften pflegt:
Dabei werden folgende 14 Partnerstädte und 18 kooperierende Städte aufgelistet:
| Stadt                | Land                             | seit | Typ          |
| -------------------- | -------------------------------- | ---- | ------------ |
| Aleksandrovac        | Rasina, Serbien                  | 2013 | Kooperation  |
| Bankja               | Sofia, Bulgarien                 | 2005 | Kooperation  |
| Budva                | Montenegro                       | 1984 | Partnerstadt |
| Caen                 | Normandie, Frankreich            | 2009 | Kooperation  |
| Dalian               | Mandschurei, Volksrepublik China | 2004 | Kooperation  |
| Gaziosmanpaşa        | Istanbul, Türkei                 | 1999 | Kooperation  |
| Gnesen               | Wielkopolska, Polen              | 2009 | Kooperation  |
| Inđija               | Vojvodina, Serbien               | 2012 | Partnerstadt |
| Kotor                | Montenegro                       | 2017 | Kooperation  |
| Kragujevac           | Šumadija, Serbien                | 1977 | Partnerstadt |
| Leskovac             | Jablanica, Serbien               | 2005 | Kooperation  |
| Mostar               | Bosnien und Herzegowina          | 2018 | Partnerstadt |
| Nessebar             | Burgas, Bulgarien                | 2003 | Kooperation  |
| Niš                  | Serbien                          | 2007 | Kooperation  |
| Peshkovskoe          | Moskau, Russland                 | 2006 | Kooperation  |
| Piran                | Primorska, Slowenien             | 1981 | Partnerstadt |
| Plowdiw              | Bulgarien                        | 2000 | Kooperation  |
| Podolsk              | Moskau, Russland                 | 2004 | Kooperation  |
| Pogradec             | Korça, Albanien                  | 2002 | Partnerstadt |
| Ptuj                 | Štajerska, Slowenien             | 2005 | Kooperation  |
| Queanbeyan           | New South Wales, Australien      | 2014 | Kooperation  |
| Safranbolu           | Karabük, Türkei                  | 2011 | Partnerstadt |
| Sinaia               | Große Walachei, Rumänien         | 2006 | Kooperation  |
| Stari Grad, Sarajevo | Bosnien und Herzegowina          | 2013 | Partnerstadt |
| Trogir               | Split-Dalmatien, Kroatien        | 2011 | Partnerstadt |
| Vidovec              | Varaždin, Kroatien               | 2012 | Partnerstadt |
| Vinkovci             | Vukovar-Syrmien, Kroatien        | 1979 | Partnerstadt |
| Weliko Tarnowo       | Bulgarien                        | 2006 | Kooperation  |
| Windsor              | Ontario, Kanada                  | 1981 | Partnerstadt |
| Wollongong           | New South Wales, Australien      | 1981 | Partnerstadt |
| Yalova               | Türkei                           | 2010 | Partnerstadt |
| Zemun                | Belgrad, Serbien                 | 2003 | Kooperation  |